# エミリー・ディキンソン

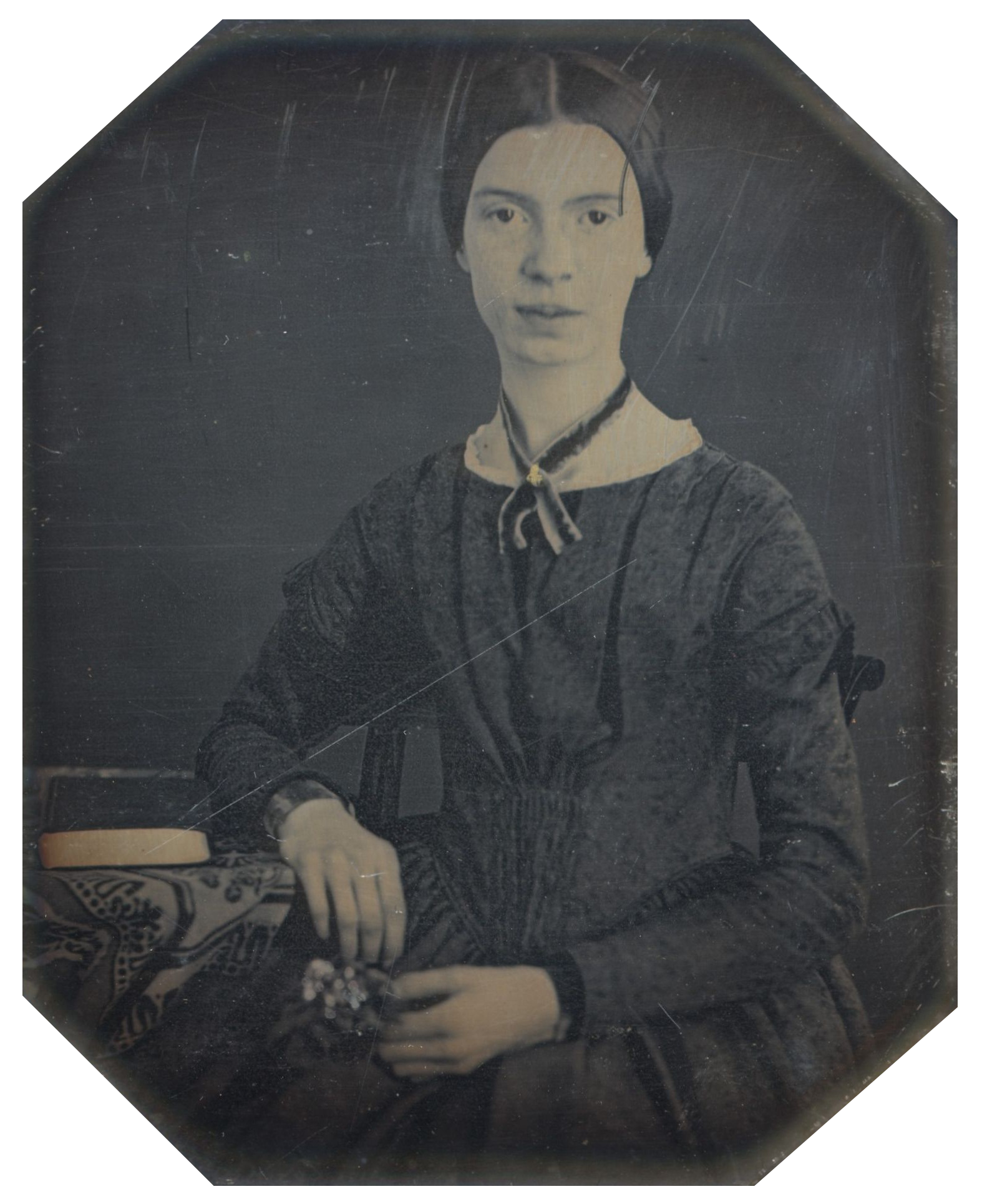
17歳頃のエミリー・ディキンソンの銀板写真。確認された唯一の肖像写真。30年間ディキンスン家に仕えたアイルランド系アメリカ人のメイド、マギー・メイハーが持っていもの。謎めいた表情の少女時代の写真は、ディキンソン像に強烈なイメージを与え続けている。
体躯は小柄で、髪は赤毛だった。

エミリー・エリザベス・ディキンソン（Emily Elizabeth Dickinson、1830年12月10日 - 1886年5月15日。エミリ・ディキンスンとも）は、アメリカの詩人。

## 概要
ディキンソンは、アメリカ合衆国マサチューセッツ州アマーストで、アマースト大学の財務に携わる法律家の家に生まれ。厳格なピューリタンの父のもとで、質素厳格に育てられた。ディキンソン家はアマースト大学の有力者を複数輩出した名家で、一家は自分たちは特別だという強い意識があり、つながりの強い家族中心主義の家だった。ディキンソンは、第二次大覚醒と呼ばれるキリスト教プロテスタントの復興ムーブメントの時期に育った。
1840年から1847年まで、中等教育機関のアマースト・アカデミーで学び、この頃スーザン・ギルバートと友人になる。10代から並外れた言語に関する才能を示しており、人間と自然が好きな、活発で知的好奇心に満ちた文学少女だった。感受性が豊かで、感情の起伏が激しく、強い自意識を持っていた。公的な誇示を避けようとする傾向、人見知りをするという面もあり、時としてそれが対人恐怖にまで及ぶようなところもあった。
アマースト・アカデミーの後、ピューリタンのマウント・ホリヨーク女学院に入学して寮生活を送った。マウント・ホリヨーク女学院在籍時に、父の元で法律を学んでいたユニテリアンのベンジャミン・フランクリン・ニュートンと出会って私淑し、ニュートンから超絶主義のラルフ・ウォルド・エマーソンの著作を紹介され愛読するようになり、ユニテリアン思想とエマーソンに強い影響を受ける。当時は、伝統的な信仰、特に制度としてのキリスト教が「救い」の源泉でなくなりつつあった時代で、ディキンソンは人間の存在にまつわる「哲学的・存在論的」な問題に直面することになり、思索を深めていった。
マウント・ホリヨーク女学院では、生徒に繰り返し堅信（信仰告白）を求める学校のやり方に疑問を持ち、堅信拒否を貫いて苦しみ、ホームシックもあり、1年で退学して家に戻った。ここでの苦い経験以降、ピューリタンの伝統と距離を取り、エマーソンの超絶主義の影響のもとで詩作を始めた。親友のスーザンはディキンソンの兄と結婚して、隣家に住んでおり、彼女はディキンソンの詩のほとんど唯一の読者で、重要な批評家だった。ディキンソンは妹とともに家事と病気の母の介護に勤しみながら、人生の大部分を屋敷で過ごし、生涯独身だった。1860年代初めに、説明しがたい何らかの危機、ロマンチックな、もしくは病理的、心理的、精神的な危機に苦しみ、作詩に専念するために屋敷に引きこもるようになったと考えられているが、理由は推測の域を出ない。教会にも全く行かなくなり、1860年代前半に社会との直接的な関わりから身を引いた。同時にあふれるように詩作が盛んになり、生涯で最も活発に詩作を行った。一見隠遁のような暮らしだったが、詩作に励み、友人や知人、従姉妹たちと頻繁に手紙のやり取りをしていた。生涯で、数回短期間他の町に滞在したことを除いて、アマーストの町で生涯を過ごした。
ディキンソンの恋については、様々な候補が挙げられており、「マスターレター」と呼ばれる、投函されていない恋文が知られている。スーザンやほかの女性との同性愛関係を主張する学者もいる。唯一確かなのが晩年の恋で、相手は18歳年上の裁判官で父の親友だったオーティス・フィリップス・ロードである。1870年後半にロードと恋仲になり、二人は結婚を考えていたと推定されている。1882年にロードが倒れ、1884年に死去したため、結婚することはなかった。
ブライト病（腎臓疾患の一種）を患い、約2年半厳しい闘病生活を送り、1886年1月15日に55歳で死去した。
ディキンソンは人知れず詩を書き続け、1800篇近くの作品を残し、多作であったが、詩の中で「出版は - 人の心の／競売です - 」とうたっており、存命時に公に掲載されたのは、無記名の10編の詩と1通の手紙だけであった。公表されたものも、彼女から出版を持ちかけたものはない。ディキンソン作品の重要なテーマとしては、死、不滅、意識、庭、言葉、神といったものがある。その詩は高度に圧縮された短詩であり、文を閉じるのにピリオドではなくダッシュを多用するなど、文法的に破格な表現が少なくない。換喩、接着語法などの使用も特徴的である。
彼女の詩にはタイトルがなく、推定創作年順に全作品を並べたジョンソン版とフランクリン版のコレクションの番号で、J323（ジョンソン版の323番）、F14（フランクリン版の14番）といった形で呼ばれるか、詩の1行目がタイトル代わりとされることが多い。
非常に時代に先駆けた詩であったため、正当に評価されるまで時間がかかった。生前はほとんど知られていなかったが、死後評価が高まっていき、アメリカの詩における最も重要な人物のひとり、ウォルト・ホイットマンと並ぶアメリカ独自の詩の創始者、アメリカ文学の巨人の一人とみなされており、最も愛される英語の女性詩人としての地位を確立している。研究者達は、伝記的アプローチ、編集に関するアプローチ、フェミニズムの観点からのアプローチ、心理学的アプローチ、脱構築主義的アプローチなど、様々な角度から研究を行っている。

## ディキンソン家
祖父は、アマーストの会衆派教会が中心となって設立されたアマースト大学の創設者の一人である、サミュエル・フォウラー・ディキンソン（Samuel Fowler Dickinson、1775年 - 1838年）である。同大学はディキンソンの家から1.5kmほどのところにある。この大学ができる前、アマーストは400-500世帯の田舎町であった。アマースト大学は、東部の新しい時代の流れ、特に超絶主義やユニテリアン等のリベラルな思想に対抗し、ピューリタン正統派の信仰を守るための「砦」として構想されており、サミュエルはこの大学のために私財を投げ打って奔走し、そのため1832年に財政危機に陥り、1833年に自分が建てた屋敷を手放し、健康を害し、アマーストを離れてオハイオ州に移住し、失意のうちに死亡している。

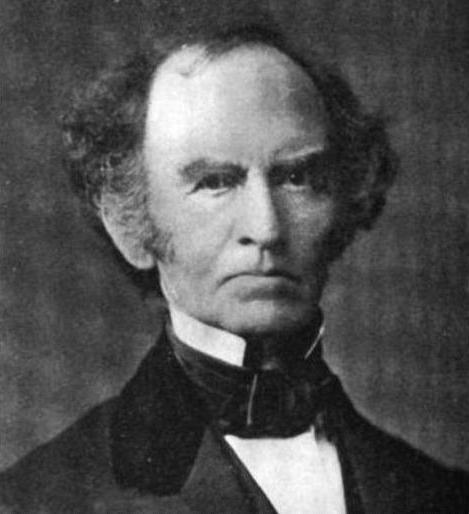
エドワード・ディキンソン

父は同大学の出納係でもあったエドワード・ディキンソン（1803年 - 1874年）で、法律事務所を経営する尊敬される街の名士であり、公的奉仕を貫いた人生であった。1826年にイェール大学を卒業し、ノーサンプトン・ロー・スクールで弁護士の資格を取得している。非常に多忙で家を空けることが多かった。彼は政治的にも卓越した人物で、1838年から1842年まではマサチューセッツ州高等裁判所で、1842年から1843年まではマサチューセッツ州上院議会に勤務。1852年にはホイッグ党員としてアメリカ合衆国下院議員に選出された。相当な資産家になり、1855年に祖父が手放したディキンソン屋敷を買い戻して移り住んでいる。彼は厳格なピューリタンの性格を体現したような人物で、非常に現実的な性格であり、ディキンソンはニューイングランドの厳しい生活習慣の中、家族に質素で厳格な生活態度を求める父の元で育てられた。当時、小説を読むことは女性を堕落させると懸念されており、ディキンソンは父から小説を読むことを咎められることもあったという。ディキンソンは一貫して父親を温かく描写しているが、父の性格と相いれないものを感じ、父の期待に沿って生きることができなかった。大西直樹は、それが後に隠遁生活に入るきっかけとなったとしている。

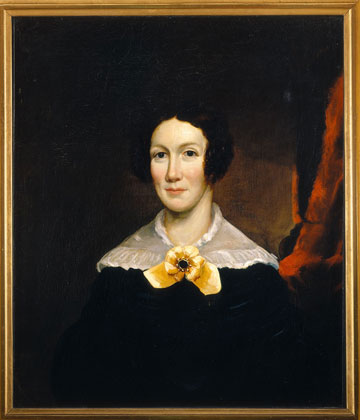
エミリー・ノルクロス・ディキンソン

母エミリー・ノルクロス・ディキンソン（1804年 - 1882年）は、物静かな人物で、控えめ、敬虔、従順などと形容されるような、当時としては普通の、非主体的な女性であったようである。料理上手で知られており、娘二人にパン作りを含む、縫物以外の家事万端を仕込んだ。エドワードが公人であったため、ディキンソン家はかなり世間に開かれており、絶え間なく多くの人の訪問があり、それを切り盛りする必要があった。エミリーは病気がちであったが、元気であった頃は、公人の夫人としての公私に渡る役割を全く果たせなかったわけではないようである。1855年にディキンソン屋敷に移り住むと、理由が判然としない病気に見舞われるようになり、その後亡くなるまでの20年間、体調がいいと町中のニュースになるほどであったという。ディキンソンの書簡に、母への言及は非常に少ない。彼女の手紙を見ると、母は常に冷たくよそよそしかったことが分かる。親友に宛てた手紙の中で、ディキンソンは「子供の頃、何かあったらいつも兄の所に逃げ帰りました。私の母はひどい母親でしたが、誰よりも彼女が好きでした。」と書いている。ディキンソンは母から距離を取り、感情的に母と自分の世界を切り離していた。彼女が娘たちの介護を必要としたことが、ディキンソンが隠遁生活に入る一端であったという見方もある。母が弱った晩年には、母に対するディキンソンの感情に変化が見られ、温かみのあるものに変わっていた。

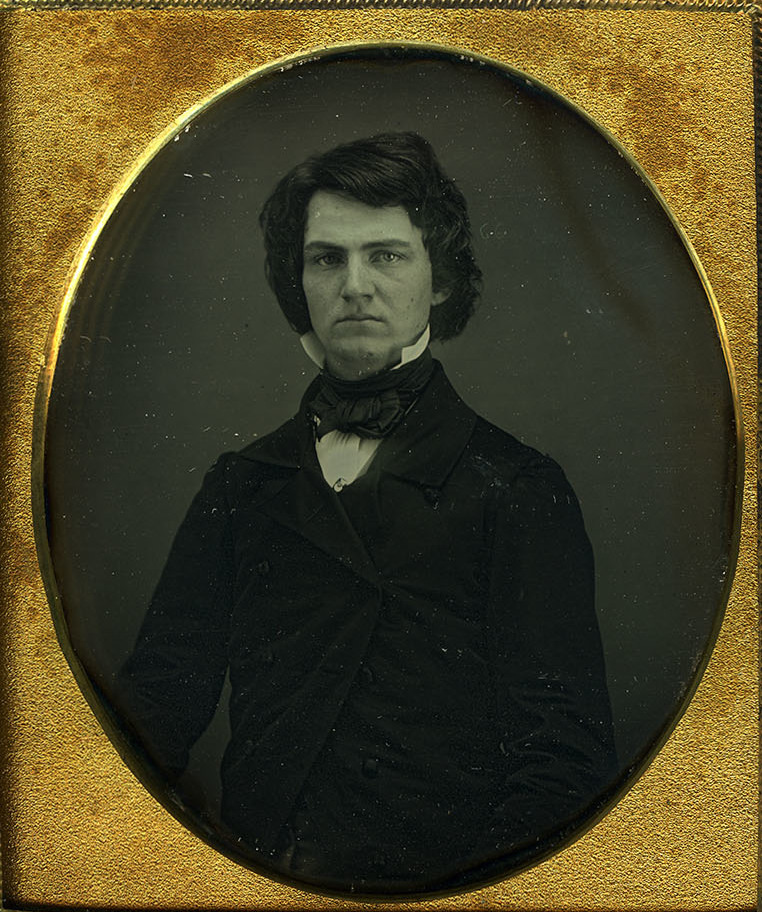
ウィリアム・オースティン・ディキンソン

兄のウィリアム・オースティン・ディキンソン（1829年 - 1895年）は、ミドルネームのオースティンの名でよく知られている。都会での成功の可能性を探りに一度シカゴに出ているが、父の説得で地元に留まり、父の跡を継いで優秀な法律家になり、22年間アマースト大学の財務理事を務め、町の有力者となった。1856年に、ディキンソンの親友であるスーザンと結婚し、父が二人にディキンソン屋敷の隣に瀟洒なエヴァーグリーン荘を与え、兄夫婦とディキンソン家は隣人として暮らした。兄妹の間で交わされた手紙からは、オースティンの結婚前まで、二人がかなり親しく交流していたことがわかる。詩や文学を愛好するオースティンとディキンソンは、話の合う仲間同士といった関係で、ディキンソンは手紙の中でオースティンを「詩人」と呼んでおり、文通をしていた文芸批評家のトーマス・ウェントワース・ヒギンソンを除き、詩人になりたいという望みを直接手紙で告げた唯一の人物だった。オースティンとスーザンの結婚の後、兄妹には距離が生まれ、1882年頃からオースティンが不倫関係に陥ると、その付き合いはかなり複雑なものになった。町の有力者になって以降は、詩を書いている変わり者の妹エミリーには一目置いていたが、それ以外のほぼすべての人間を見下しており、不愛想な態度で敵も少なくなかったと言われる。宗教的信念に生きた祖父、公的奉仕を貫いた父に対し、オースティンは、南北戦争後の工業化・都市化の流れの中で没落していく田舎町アマーストの名士として、街の景観の保全や絵画の収集、乗馬等に力を注ぎ、不倫の恋に入れ込んだ。
1歳年下の妹のラヴィニア・ノルクロス・ディキンソン（1833年 - 1899年）は、ヴィニー（Vinnie）の愛称でも知られ、二人は双子のように育ち、互いにかばい合い、信頼し合う姉妹だった。日常生活や町の行事ではいつも一緒に行動していた。妹は陽気で社交的、情熱的な面があり、ものをはっきり言う性格で、外出好き・旅行好きで、その話を面白く姉に語って聞かせた。ディキンソンの詩才を評価しており、本人も文才があり美しい詩や手紙を書いたが、ディキンソンの存在が大きくその才能は目立たなかった。兄の友人との恋は実らず、生涯独身だった。忙しい地方名家を切り盛りし、ディキンソンとともに母の看護に努め、母の死後は家事を取り仕切り、ディキンソンが苦手な畑仕事や庭仕事を精力的に行い、家庭内の雑用を引き受け、姉が自由な時間を持てるようにしていた。姉の死後、詩の原稿を発見した。ラヴィニアは姉の才能に対する揺るぎのない確信があり、恥ずかしがり屋で生前ふさわしい地位に就くことのなかった姉の天分を世界中の人々に示したいと思い、人生の大部分を姉の詩の出版のために献身した。
ディキンソン家は親子二代でアマースト大学の財務に携わり、学長にあれこれ指示するほどの権力を持っており、「学長は次々と替わるが、ディキンソン一族は＜永遠＞である」と言われるほどであった。自分たち一家は特別だという強い意識があり、家族のつながりが堅固な家族中心主義であった。彼らは家を離れるとひどいホームシックを感じ、互いを恋しがった。当時のアメリカでは旅行が流行っていたが、可能な限り旅行を避けており、一家にアマーストを離れて成功した人はいなかった。

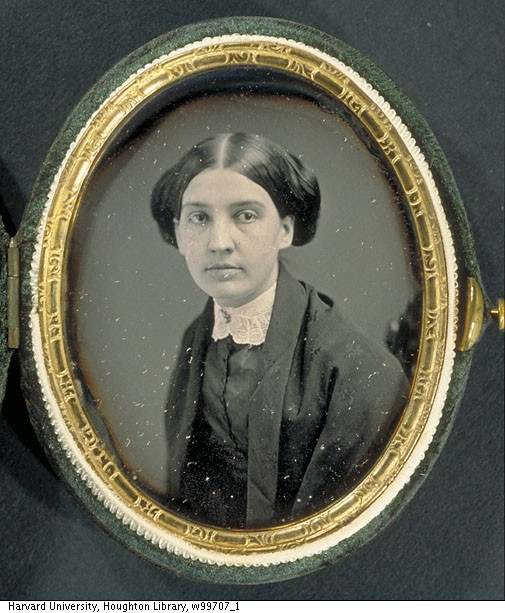
スーザン・ギルバート・ディキンソン

オースティンの妻のスーザン・ギルバート・ディキンソン（1830年 - 1913年）は、ディキンソンの親友の一人で、両親を亡くして孤児となり、伯母に育てられた。10代でディキンソンと知り合い、20代にはかなり親密であった。ディキンソンの詩のほとんど唯一の読者で、重要な批評家であった。ディキンソンの死後、初期に書かれた伝記では、「優しいスーザン」と呼ばれていたが、意図的に神話化されていたディキンソンの実情が解明されるとともに、実は恐ろしくかつ魅力的な、複雑な人物であったことが判明している。オースティンは結婚して間もなく、スーザンに対して誤った「幻想」を抱いていたことを悟ったと後に語っている。スーザンは洗練された趣味の持ち主で、詩や短編小説、多様なテーマのエッセイや書評を書くなど文芸方面での仕事も残しているが、気性が激しく、冷酷な面があり、才気煥発で口が過ぎることもあり、周囲との諍いの種を播くことが多く、彼女を恐れて町を離れる人までいたという。オースティンとスーザンが住むエヴァーグリーン荘は、スーザンを中心にサロン風の社交の場となったが、山川瑞明・武田雅子は、スーザンの野心的な面が夫婦に距離を作るようになったとしている。スーザンは夫との性関係を拒否し、妊娠を恐れて中絶を繰り返し、アルコール中毒であったと言われる。野田壽は、同質的なディキンソン一族にとって異質な他者と言えるスーザンが30年以上そばにいたことが、ディキンソンの詩の複雑さ、豊かさ、人間洞察の秘密の一端であったかもしれないと述べている。ただし、オースティンの不倫に始まる関係者の確執から、妻のスーザンと愛人のメイベル・ルーミス・トッド、その娘たちが、ディキンソンの詩集の出版に関連して、互いに世間に悪印象を与え合ったという経緯があり、現代の伝記作家リンドール・ゴードンは、スーザンに対する悪評は根拠が薄いとして疑問視している。ディキンソンは晩年の1882年のスーザン宛てのメモで、「シェイクスピアだけは別ですが、あなたほど様々なことを私に教えてくれた人は他に居ません。奇妙なほめ言葉だけど、心からそう言いたい」と伝えている。

## 生涯

### 幼少期から十代前半

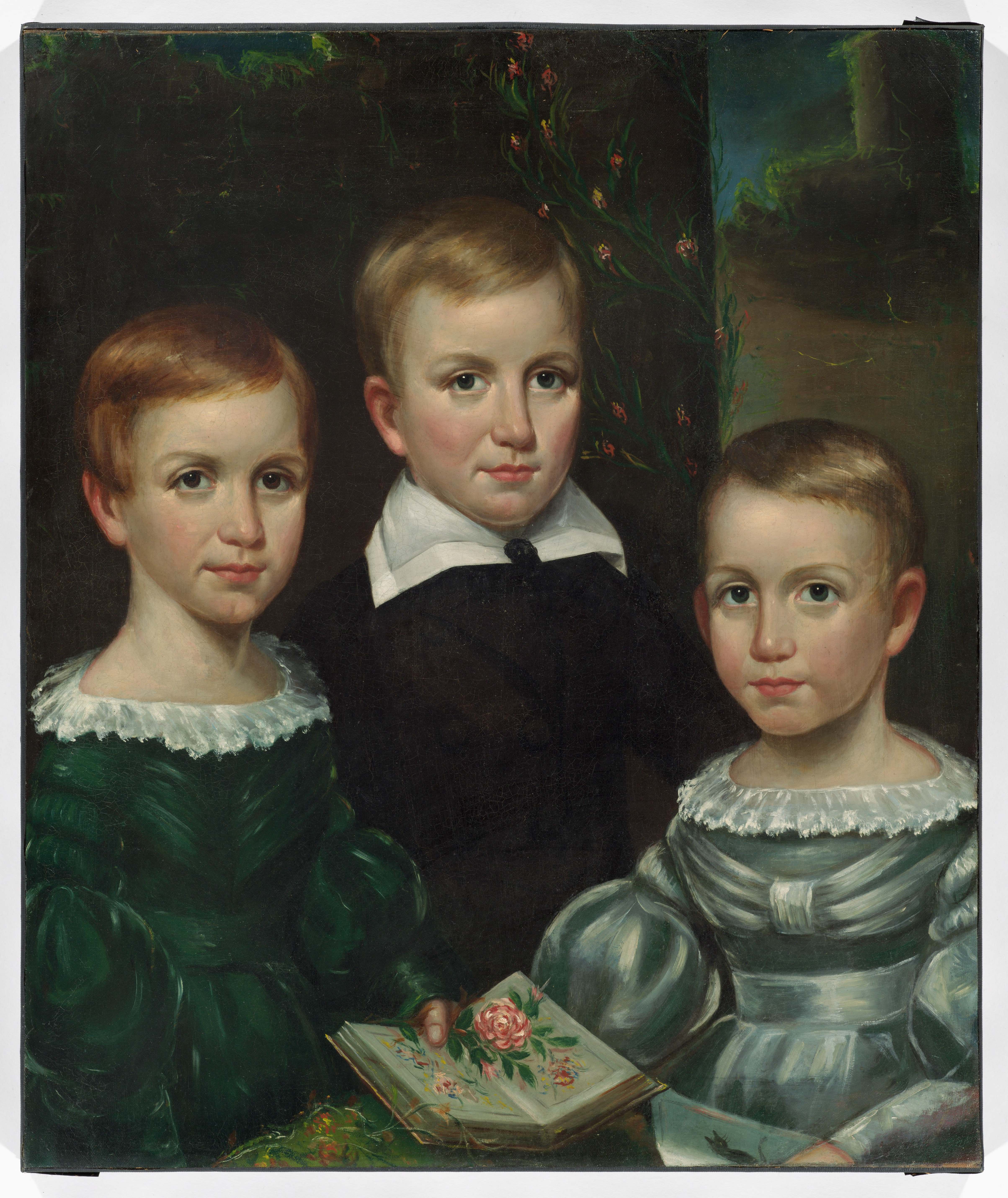
ディキンソンと兄弟の肖像画
（画）Otis Allen Bullard

エミリー・ディキンソンは、マサチューセッツ州ニューイングランドのアマースト（アーマスト）で、政治や教育の世界で勢力のあった有名な家庭に生まれた。保守的で宗教色の濃い土地柄で、この地は初代ピューリタンの精神が息づいており、カルヴァン主義が生活・思想の中心であった。またニューイングランドは、ラルフ・ウォルド・エマーソンやヘンリー・デイビッド・ソローら超絶主義者達（コンコード派）が活躍し、アメリカン・ルネッサンスと呼ばれるロマン主義の思想家の影響が強い地域であった。アマーストは会衆派教会を中心とする地域で、この教派は回心経験を特に重視していた。
ディキンソンが受けた教育は、ヴィクトリア朝時代の少女としては、意欲的で古風なものだった。彼女が7歳の時、父エドワードは家に手紙を書き、子供たちに「学校に通い、勉強し、私が家に帰った時、お前たちがどれだけ新しいことを学んだかを話すように」と伝えている。
10代は、人間と自然が大好きで、戸外散策、植物採集、雪ぞり、乗馬、友人との「シェイクスピア・クラブ」活動、読書クラブ、文通などに活発に勤しんでおり、ジョーク好きでおしゃべりで、知的好奇心に満ちており、比較的陽性の少女という印象が強い。一方、感受性豊かで、自意識が強く、人見知りをするという面もあり、時としてそれが「対人恐怖」にまで及ぶような内的衝動も抱えていた。感情の起伏が激しく、自分を「すぐ興奮する質」と評しており、理性を失わずに、いつ爆発するかわからない自分の内なる「自然」をどうコントロールすればいいかという悩みを抱えていた。また、伝統的な信仰、特に制度としてのキリスト教が「救い」の源泉でなくなりつつあった時代に、人生というものを真面目に考えようとしたため、人間の存在にまつわる問題、いわば「哲学的・存在論的」な問題に行きつき、そこが彼女の感性と知性の活動の場になった。

### 十代後半
初等教育の後、1840年に、中等教育機関のアマースト・アカデミーに入学し、1847年まで学ぶ。スーザンはこの頃からの幼友達であった。この学校は、彼女の入学の2年前に女子にも門戸の開かれた旧男子学校で、教育方針はかなり斬新で実験的だった。英文科のクラスに所属し、シェイクスピアやミルトンの『失楽園』等のイギリス文学の古典的作品、ジョナサン・エドワーズなどの説教集や神学書、ラテン語、西洋史や最新の博物学などを学んだ。アマースト・アカデミーの生徒は、希望すればアマースト大学の授業に出席することもでき、また、大学の教員や大学生もアマースト・アカデミーに出入りしており、様々な学問的刺激に恵まれた環境だった。
従姉妹で友人だったソフィア・ホランドが1844年4月に死去し、ディキンソンは「慢性のうつ状態」に陥った。
少女時代になると、家事を分担するようになり、料理、特にパン作りを受け持つようになった。父はディキンソンのパンがお気に入りで、辞めた家政婦の代わりが来てからも、ディキンソンが日々のパンを作り続けた。小麦粉やイーストなどに関する高度な技術と工夫、オーブンを操作する経験と注意、レシピの解釈（オーブンの型によって火の回り具合が大きく異なるため、当時のレシピに時間や温度はなかった）等を要するパン作りは好きだったが、掃除のようなあまり創造的ではない家事は嫌いだったようで、掃除より疫病のほうが好きだとユーモラスに書き残している。
1847年、17歳のディキンソンは、サウスハドレー（South Hadley）にある、メアリー・リヨンが学長を務めるマウント・ホリヨーク女学院（現マウント・ホリヨーク大学）に入学した。この地方では評価の高い、トップクラスの女子教育を行う有名校で、100名ほどの生徒が在籍し、歴史、地理、化学、自然科学、数学、哲学、植物学、修辞学、ギリシャ・ラテン語、ドイツ語などを網羅し、ニューイングランドの清教徒主義的教養を教える本格的な教育を行っていた。正統派三位一体説と聖書を基盤とする宗教色の濃い教育を行っており、生徒を徹底的に管理し、多忙かつ質素で厳格な教育が行われており、自由時間は沈黙して過ごすことが望まれていた。厳しい学校だったが、友人宛ての手紙には、学校生活に満足げな様子が書かれている。仲の良い従姉妹のエミリー・ノークロスと同宿だった。
ディキンソンは陽気で活発な生徒で、仲間の人気者だった。学校の文集に溌剌とした作品を発表し、並外れて独自性の高い文才で「アカデミーの才女」と評判が高く、彼女自身、自分の特異性を意識していた。彼女は、「学校をキリスト教会の苗床にする」という学長の教育方針と、生徒全員に繰り返し信仰告白、「堅信」の告白を行わせようとするやり方に疑いを持つようになった。ディキンソンはキリスト教徒であり、キリスト教を否定していたわけではないが、周囲に同調してとりあえず信仰告白をする気にはなれなかった。周囲の非難の目もあるなかで、堅信拒否を貫いた辛い経験は、深い心の傷になったと考えられている。ディキンソンの入学時には、信仰告白していない学生は80名いたが、校長の説得の結果、その年度の終わりには29名に減り、その中にディキンソンが含まれていた。
ディキンソンはホームシックになり、1年目が終わると兄のオースティンがディキンソンを実家に連れて帰り、父の勧めもあり、1848年に女学校を退学した。退学の理由は複合的だと考えられているが、健康上の問題、ホームシック、父が娘を傍に置きたがった、70以上の校則があった学校の管理体制、キリスト教伝道熱、堅信へのプレッシャーが厳しく苦痛であった、などが挙げられ、彼女が学びたいこと、学ぶ必要のあることがなくなったからと言う学者もいる。その後実家で、母、ラヴィニアと共に家事を担いながら暮らすようになり、若い頃のディキンソンは、「疲れた日々のぎりぎりまで」働きながらも、読書を忘れなかった。

### 初期に影響を受けた人物・作品
マウント・ホーリヨク在籍時の1897年に、父の元で法律を学んでいたユニテリアンのベンジャミン・フランクリン・ニュートンと出会った。ディキンソンはニュートンに強い影響を受けたと考えられており、作品全体から読み取ることのできる思想は、ユニテリアンのものに近い。英文学者の野田壽は、この出会いはディキンソンにとって、旧来の「カルヴァン主義」、正統派福音主義からの「乳離れ」であったと言える、と述べている。ニュートンは同時代の文学や思想の動向、ボストン・ケンブリッジのリベラリズムに強い関心を持つ青年で、ディキンソンに詩人の資質を感じたらしく、詩を書くように奨め、ブロンテ姉妹の作品やリディア・マリア・チャイルドなどの作家や奴隷制反対運動家を紹介し、1849年にエマーソンの「詩集」（1847年刊）を贈った。ディキンソンはニュートンに私淑して「先生」と呼んで慕い、エマーソンの著作を愛読するようになり、次々に読んだ。ニュートンは1849年8月まで父の事務所に勤めていたが、1850年に独立し、アマーストを離れている。
詩や散文を幅広く読み、イギリスの詩人のジョン・キーツ、ロバート・ブラウニングとエリザベス・バレット・ブラウニングのブラウニング夫妻や、ジョン・ラスキン、サー・トーマス・ブラウンについて述べ、エマーソン、ジョージ・ハーバート、ジャン・ポール・リヒター、そしてシェイクスピアを高く評価していた。シャーロット・ブロンテの『ジェイン・エア』やエミリー・ブロンテの『嵐が丘』と言ったブロンテ姉妹の作品を愛読し、特にエリザベス・バレット・ブラウニングを好んでいた。ブラウニングと、『ミドルマーチ』を書いたジョージ・エリオット（本名メアリー・アン・エヴァンズ）の生き方に魅了され、後年に二人の肖像画を自室に飾っていた。

### リバイバル運動の盛り上りと苦悩
As if I asked a common alms -

And in my wondering hand,

A stranger pressed a kingdom -

And I - bewildered stand -

As if I asked the Orient

Had it for me a morn?

And it sh'd lift it's purple dikes

And flood me with the Dawn!

ちょうど、ありきたりの施し物を求めて、

自分のたじろぐ手に

見知らぬ人が王国を押し付けてくれたように

私は、当惑して、立ち尽くす。

ちょうど、オリエントの宝物を求め、

私に朝をいただいたよう。

紫色の土手をもたげて

私を朝焼けで粉々に叩き潰す。
ニューイングランドの伝統的な共同体で「公認」のクリスチャンになるには、集会などの公衆の面前で、自己の内面の感覚的な回心の体験に基づいて、自分の罪深さを具体的な例を挙げて認め、心の奥底を吐露し、神の恩寵の確信と教会への帰依を語る信仰告白を行う必要があった。アマーストでは、1840年代から繰り返しリバイバル運動の宗教的熱狂が起こっており、1850年代にも何度か繰り返した。父エドワード、妹ラヴィニア、親友のスーザンと言った家族や知人は堅信の告白をして会衆派教会の正式な教会員「陪餐会員」になっていた。ディキンソンは堅信によって心の平安を得た人々を羨んだが、堅信の告白をすることはなく、地方名家ディキンソン家の「異教徒」として世間の注目を集めた。日曜礼拝では、陪餐会員のみが参加できる聖餐式に一人だけ参加することができず、残された手紙からは、周囲にそのことで心遣いをしていたことがわかる。
1853年3月、ニュートンが結核で早世した。「先生」の死に大きな衝撃を受け、彼の死後数年間、ディキンソンにとって「辞書だけが唯一の友人」だった。後にヒギンソンに、詩作の動機について次のように書いている。
死を目前にした私の先生は、私が詩人になるまで生きていたい、と仰いました。でもその時『死』は、私の手に負えない『モッブ（暴徒）』だったのです。それからずっと後になっても、果樹園を照らす突然の光り、風の中の新しい感触が私の注視を苦しめ、私は麻痺状態をここで感じました。・・・詩だけが救いでした。

### ディキンソン屋敷への引っ越し

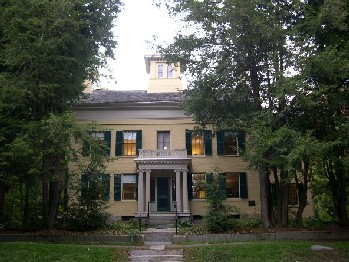
エミリー・ディキンソン・ミュージアム

1855年に、父が祖父が手放したディキンソン屋敷を買い戻して移り住んだ。19世紀イングランド地方の他の屋敷と同様に、ディキンソン家の所有地も小さな独立した農場で、邸宅、納屋、氷庫、その他の建物と、野菜畑、リンゴ園、その他の果樹のための十分な土地、さらに17エーカー半の草地があり、ライ麦が植わっていた。納屋には馬、豚、牛が1頭、中庭には鶏、猫、犬がいて、にぎやかだった。屋敷のセラーにあるワインやライ麦ウィスキー、シェリー、ポートワインなども、自家製であったと考えられている。農場と屋敷を運営していくために、トム・ケリーやデニス・スカネルといった作男や、マギー・メイハー等のメイドがおり、ディキンソン家の女性たちが円滑な運営のために注意を払い、自らも家事を担った。ディキンソンは人生の大半を生家で過ごし、この建物はアマースト大学の所有になり、一部はエミリー・ディキンソン・ミュージアムとして維持され、一般公開もされている。ディキンソン家がアマースト有数の資産家になってからも、一家の節制の習慣は抜けなかった。
1956年、兄オースティンとスーザンが結婚した。父エドワードは兄夫婦に、ディキンソン屋敷の隣にエヴァーグリーン荘を建ててやり、スーザンが中心となって、街の内外の著名人が出入りする社交の場となり、エマーソンや作家のハリエット・ビーチャー・ストウなども訪れている。1850年代半ばから、徐々に教会に足を運ばなくなった
ディキンソンの母エミリーは、屋敷への引っ越し以降から1882年に亡くなるまで、様々な慢性疾患により事実上寝たきりになっており、妹のラヴィニアによると、常にディキンソンかラヴィニア、娘のどちらかが付き添わなければならなかった。ディキンソンは1858年夏に友人に宛てた手紙で、「家、あるいは母から離れることができれば訪問します。私は全く外に出るべきではないのです…父が帰って来た時に私がいないことがないように、私が逃げ出したら見落とされてしまうような、ほんの小さな変化も見逃さないように。母はいつも通りです。私は母に何を望めばいいのかわかりません」と書いている。母が衰えるにつれ、ディキンソンの家事責任は重くなり、彼女は家の中に閉じこもるようになった。ディキンソンは母の介護者の役割を自分のものとして受け入れ、「本や自然との生活がとても心地よいと感じ、その生活を続けた」。日頃よくクッキーを作っていたことでも知られ、近所の子供たちに頻繁に配っていたという。当時は詩人としてよりライ麦インディアンブレッドとジンジャーブレッドの名手として知られており、1856年に秋の農産物展示会のパン焼きコンテストで二等賞を獲得している。翌年には同様の品評会で、「ライ麦インディアンブレッド」部門の審査員も務めている。

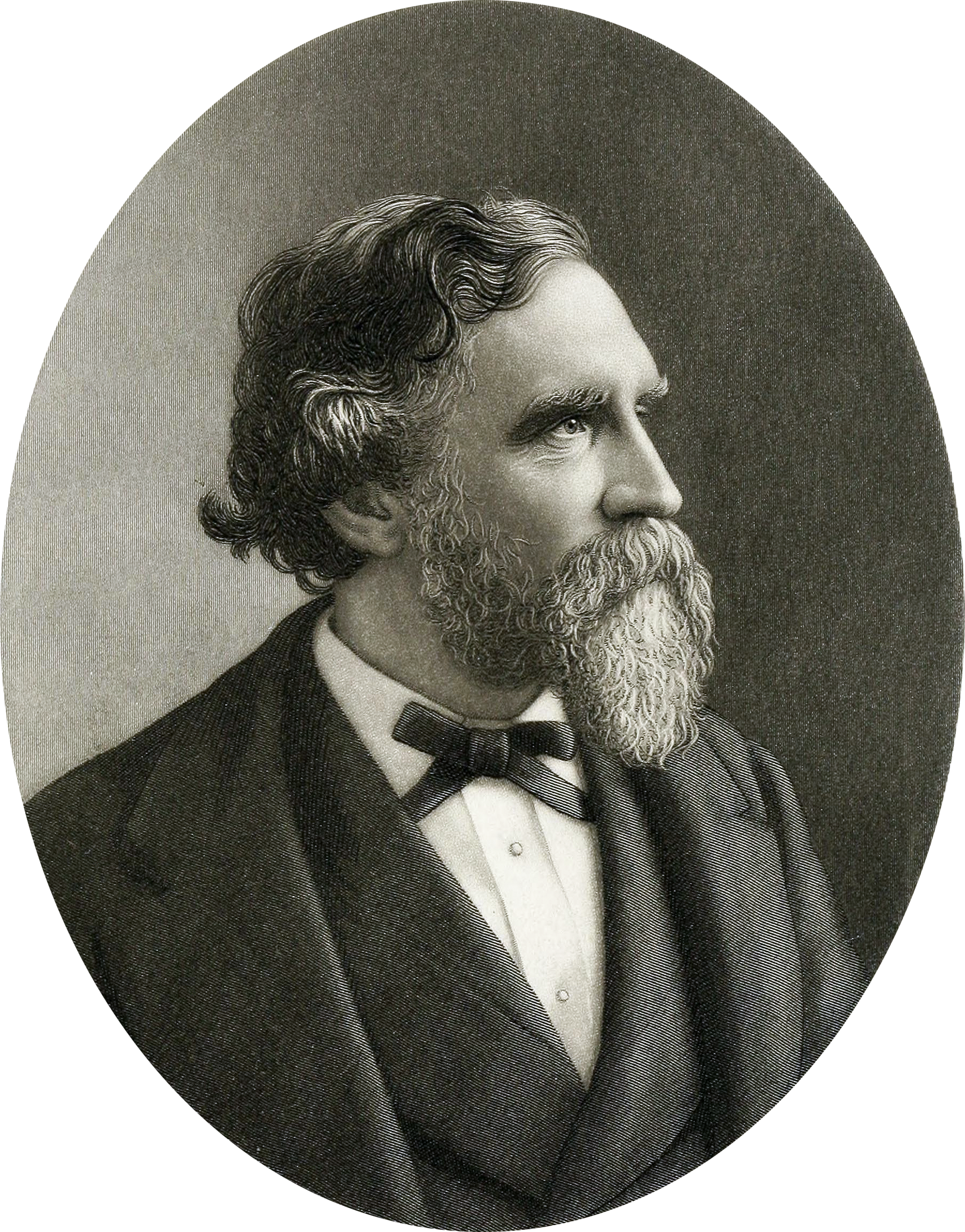
サミュエル・ボウルズ

1850年代後半、兄夫婦は『スプリングフィールド・リパブリック』紙のオーナー兼編集長サミュエル・ボウルズとその妻メアリーと親しくなり、彼らはその後何年にもわたって定期的に交流した。1858年頃、20代後半から本格的に詩を書くようになった。
ディキンソンは30通以上の手紙と50編近くの詩をボウルズに送った。ボウルズとの交流により、彼女の最も激しい文章が生まれ、ボウルズは彼女の詩のいくつかを自分の雑誌「リパブリカン」に掲載している。 また、1855年に、父の赴任先のワシントン・D・Cに妹のラヴィニアと旅行し、チャールズ・ウォズワース牧師の迫力ある巧みな説教を聞いて感銘を受け、文通するようになり、深い心の交流が生まれた。ディキンソンは「マスター」と呼ばれる未知の男性に宛てた三通の手紙を書いており、それは1858年から1861年だと考えられているが、この「マスターレター」と呼ばれる手紙は、学者たちの間で憶測と論争の的になっている。妹のラヴィニアによると、結婚話のアプローチもいくつかあったが、生涯独身を貫いた。
I'm Nobody! Who are you?

Are you — Nobody — too?

Then there's a pair of us!

Don't tell! they'd advertise — you know.

How dreary — to be — Somebody!

How public — like a Frog —

To tell one's name — the livelong June —

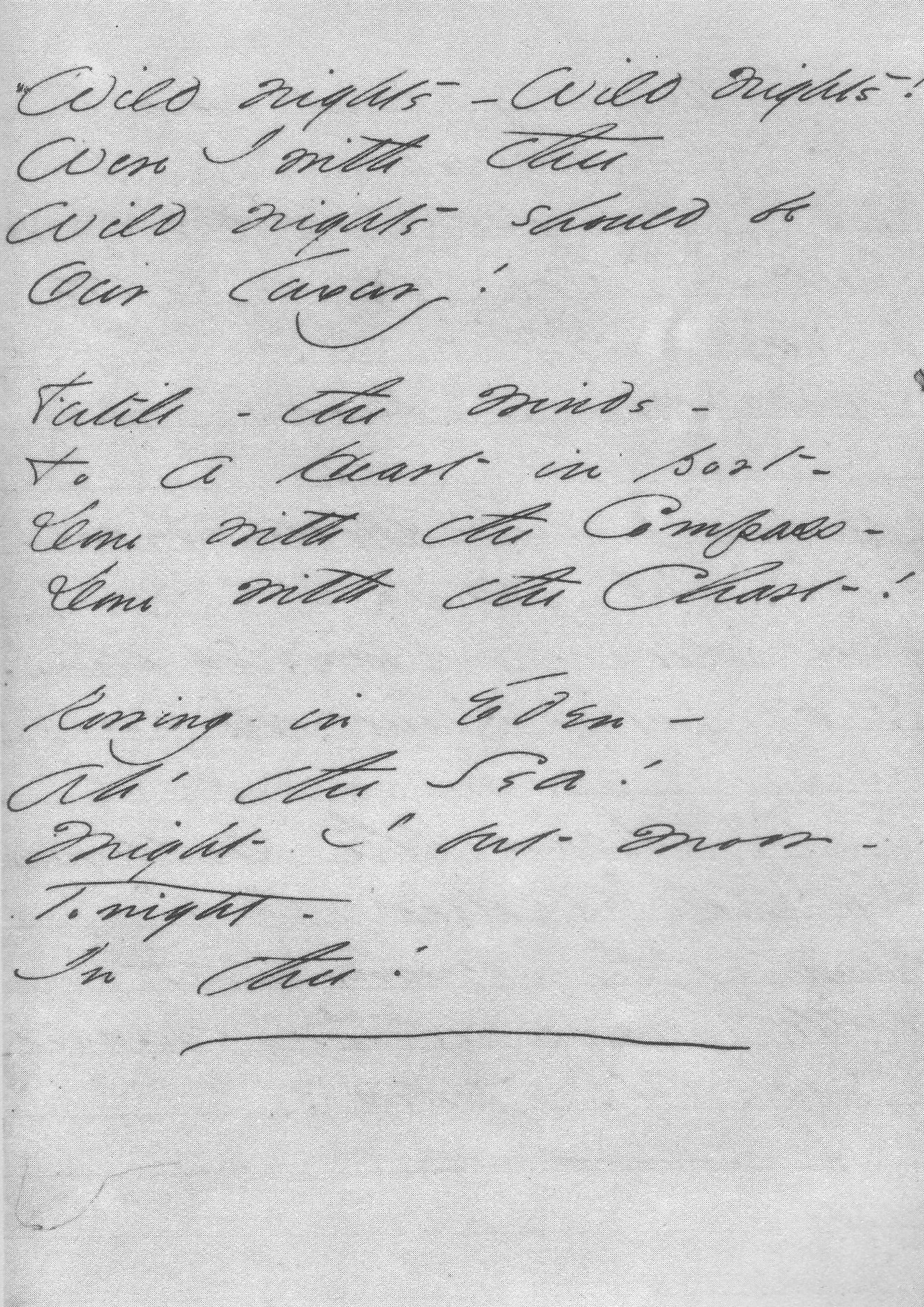
「Wild nights - Wild nights!（1861年）」直筆原稿

To an admiring Bog!

わたしは　名前がない

あなたは　だれ？　あなたも！

わたしたち　ふたごのようね！

ないしょよ　言いふらされるから

有名なんて　名乗り出るなんて

いやね。　カエルみたいに

六月の日ながに　自分の名前ばかりを

言うの　聞きほれてくれる沼に

### 詩作と隠遁生活
この頃、詩作に生涯をささげる決心をしたと考えられている。1860年代初めに、説明し難い精神的な危機にひどく苦しむようになり、同時にあふれるように詩作が盛んになった。1860年を境に、教会には全く行っていない。1861年に南北戦争が勃発。
ウォズワース牧師は奴隷制は聖書に反していないという姿勢を示したため、批判を受け、1861年に自分の教会を去り、辺境の教会へ赴任した。この離別は、ディキンソンにとって大きな出来事であり、多くの詩の題材となっている。この頃から、もっぱら白い服を着るようになり、1862年のいくつかの出来事の後、世間との交流を断ち、家にこもり、ごく身近な人と接するのみとなった。その生活は、はたからは隠遁と見えるような状況であったが、重労働であった家事に勤しみながら、詩作に励み、友人や知人、従姉妹たちと頻繁に手紙のやり取りをしていた。社会生活から身を引いた後の1860年代前半が、ディキンソンの最も生産的な執筆期間となった。1862年から1865年に最も集中的に詩作を行っており、全作品の半分近い847篇を書いている。最新のフランクリン版の全集によると、1862年は227篇、1863年が最も多く295篇作詩している。
ディキンソンが社会との交流を断ち隠遁した原因については、現代の学者や研究者の間でも意見が分かれている。彼女は生前医師から神経衰弱と診断されていたが、今日では、広場恐怖症 やてんかんなど、様々な病気に苦しんでいたのではないかと考える者もいる。
ディキンソンとスーザンは作品の良し悪しを批評し合う関係で、ディキンソンが残した数百通の手紙の3分の1はスーザン宛てのもので、250篇ほどの詩をスーザンに渡していたと言われる。

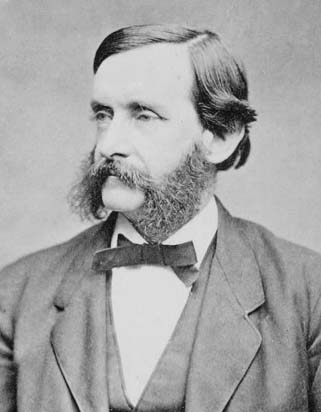
トーマス・ウェントワース・ヒギンソン

文芸誌「アトランティック・マンスリー」の記事を通して有力な文芸批評家トーマス・ウェントワース・ヒギンソンを知り、1862年、32歳の時にヒギンソン宛に、「わたしの詩は生きていますか？」と、自己流の詩が「本物」であるかどうかの判断を願う手紙を書き、彼と文通してアドバイスを求め、詩集出版の可能性を探っていた。ヒギンソンはすぐに詩人としての才能を認め、励ましたが、彼女の作品が当時の詩の標準から離れていたため、詩の出版は勧めなかった。彼がディキンソンの独自の詩を従来の詩法に書き改めると、彼女は出版への意欲を失った。二人の文通は生涯続き、この文通は詩作の大きな拠り所になっていた。1862年のヒギンソン宛の手紙では、F14、J323（1858年）の詩を載せ、指導への深い感謝の思いを、夜明けの太陽の輝きで表現し伝えている。詩人であることを欲し、ヒギンソンにアドバイスを求めながらも、かたくなにそれを受け入れることはせず、才能・人脈共に詩人として成功の可能性は十分と思われるが、スタイルを標準的に修正して詩人として世に出ることはしなかった。
30代中頃までに、自分の詩を何らかの判断基準に基づいて精査して区分し、糸で綴じた自家製の詩の小冊子（ファッシクル）を40冊ほど制作した。この時期は南北戦争と時期が重なっている。
南北戦争下の町は戦争の熱狂に沸き返り、多くの若者が進んで出征した。兄オースティンの親友が戦死し、父の采配で兵役を逃れていたオースティンは、義務を果たせない上に親友を失い、ひどく落ち込んでいた。
目の状態が悪くなり、1864年と1865年に治療のためにボストンに赴き、従姉妹のルイーザ・ノークロスとフランシス・ノークロスと共にそれぞれ8か月滞在した。1864年は98篇と作品数が少ないのは、医師に読書や書き物を禁じられていたためと考えられる。1865年は229篇作詩し、1866年には、創作の強い衝動と小冊子の編纂は終了したとされる。
ボストンに行って以降、ディキンソン屋敷を離れていない。1860年代後半には、絶対に必要な場合を除いて家を離れなくなり、1867年には、訪問者と対面せず、ドアの向こう側から話すようになった。最後の15年間にディキンソンとメッセージをやり取りした地元の人々の中で、彼女を直接見た人はほとんどおらず、「アマーストの神話」と呼ばれた。兄とその家族は、ディキンソンが部外者と会わなくてよいと考え、プライバシーを保護し始めた。とは言え、物理的に隠遁していても、ディキンソンは社会的に活発で豊かな交流を持っていたと考えられ、その交流は残されたノートと手紙の三分の二を占めている。家に訪問者が来ると、彼女はしばしば詩や花などのささやかなプレゼントを贈った。ホームメイドのパンやお菓子、ワイン等を贈るときには、愛情を込めていることを示す手紙を添えていた。子供の頃から植物学を学び、妹と共に庭の手入れをしていたディキンソンは、生前詩人よりガーデナーとして有名だったと言われており、彼女の友人たちは、贈られた詩より花束を大切にしていた。
1868年にヒギンソンは、ボストンに会いに来るようディキンソンを誘ったが、彼女は父の土地を離れる気はないと断り、1870年にヒギンソンがアマーストを訪れた際に初めて対面した。ヒギンソンは面会に強い印象を受け、謎めいた人物だと感じ、やり取りや印象を書き残しているが、同時に、会ってこれほど神経を消耗する人はいなかったと感じ、近所に住んでいなくてよかったと述べている。面会の同年に、通っていた教会が移転すると、ディキンソンはその後は全く日曜礼拝に出席していない。詩の中で、ひとり自然の中を散歩しながら自己流の礼拝を行っていた様子を描いている。信仰を捨てたわけではなく、厳しい信仰の自己検証を行っていた。

### 晩年
1874年6月に、父エドワードがボストンで、脳卒中で客死した。ディキンソンは葬式の間も、自分の部屋のドアを開けて中に留まり、追悼式にも出席しなかった。彼の死去に伴い、アマーストの町は商店を閉めて弔意を表している。彼女はヒギンソンに、「父の心は純粋で怖いほどでした。あのような精神は世の中に二つとないと思います。」と書き送っている。1年後の1875年に母エミリーも脳卒中を起こし、部分的な側方麻痺と記憶障害を患った。ディキンソンは、精神面だけでなく肉体的な要求が高まる母を嘆き、「家は家からほど遠い（Home is so far from Home）」と書き残している。

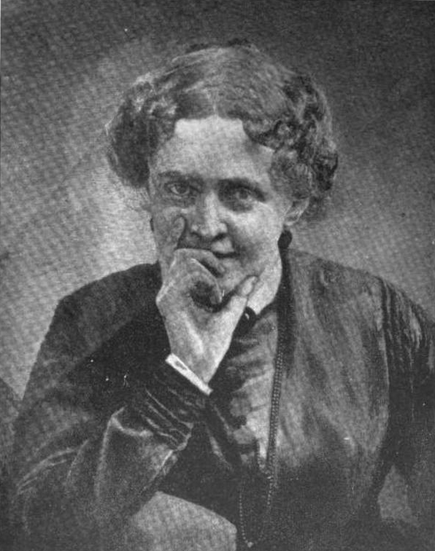
ヘレン・ハント・ジャクソン

1866年頃に、ヒギンソンが人気小説家・詩人のヘレン・ハント・ジャクソンに彼女の詩を紹介した。ジャクソンとディキンソンはアマースト・アカデミーの同級生で、性格の違う二人は当時交友がなかったが、40代中頃の1876年頃から文通するようになった。ジャクソンは、おそらく亡きニュートンを除いて、この時代にディキンソンの詩人としての才能を十分に認め、励ました唯一の人物だった。彼女の強い勧めで、作家名を伏せた小品集『詩人たちの仮面劇』に「成功はもっとも甘美だと思われる（Success is counted sweetest）」が掲載され、エマーソンの作品ではないかという憶測を呼んだ。生前、知人が出版していた地元紙などに、10篇ほどの詩が、延べ20回ほど掲載されたが、詩集が出版されることはなかった。
1872年か1873年に、18歳年上の裁判官で父の親友だったオーティス・フィリップス・ロードと文通するようになった。1877年にロードの妻が亡くなった後、ディキンソンとの彼の友情はおそらく晩年のロマンスになり、ロードはディキンソンに求婚しようと度々訪れるようになった。幾人かの研究者は、彼の妻が亡くなる前から、ディキンソンがロードに惹かれていたと可能性を述べている。ポリー・ロングスワースは、残された手紙の原稿から、ディキンソンがロードとの結婚を考えていたことが明らかだと述べており、大西直樹は、ディキンソンがアマーストを去ることすら考えていたと推測している。二人の交際には、ロードの姪で相続人のアビー・ファーリーやスーザンの反対、ディキンソンの家への愛着などの障害があり、1882年にロードは脳卒中で倒れ、1884年に死去し、二人が結婚することはなかった。
晩年の6年間と数か月で、残されたものだけで420通もの手紙を書いており、活発に文通をしていた。
1882年4月にはチャールズ・ウォズワース牧師とエマーソンが、11月に母エミリーが亡くなった。
1882年頃から、兄のオースティンは、27歳下の人妻メイベル・ルーミス・トッドと不倫関係に陥った。この関係は人々の知るところであったが黙認されており、二人の熱い関係はオースティンが死ぬまで13年間続いた。トッドはディキンソン屋敷を訪問し、ラヴィニアと親しくなり、ディキンソンとも手紙を交わすようになった。オースティンとトッドの密会の主な場所はディキンソン屋敷で、ディキンソンは二人の関係を密かに支持していたといわれ、トッドの夫も黙認していたようである。トッドはディキンソンに直接会うことはなかったが、しばしばディキンソン屋敷に招かれ、ディキンソンと病床の母エミリーのためにピアノを弾いていた。
ディキンソンとスーザンは距離のある関係になっていたが、1883年に、ディキンソンが溺愛していたスーザンの息子のトーマスが腸チフスで8歳で急逝すると、この悲劇をきっかけに関係を修復し、再び心を許し合ったようである。翌年の1884年の3月にロードが亡くなり、7月には菓子作り中に失神している。
晩年の数年間は、ラヴィニアが家庭内の力仕事を受け持ち、ディキンソンが時間を持てるようにした。
不治の病であったブライト病（腎臓疾患の一種）を患い、約2年半闘病生活を送った。闘病生活は辛く厳しいものだったと考えられている。1886年1月に重い病の床に就き、5月10日前後にノークロス家の従姉妹宛てに「従姉妹たちへ、呼び戻されました」という走り書きを送った後、13日に昏睡状態に陥り、15日に死去した。ディキンソンは葬儀に事細かな指示を残しており、質素かつ詩的で美しい葬儀は、参列者に忘れがたい印象を残した。ヒギンソンは、ディキンソンがしばしばラヴィニア相手に読み聞かせていたという、「私の魂は怯懦ではない／嵐に懊悩する世界にあって震え慄く者ではない」という言葉で始まるエミリー・ブロンテの詩「No Coward Soul Is Mine」を朗読した。

## 死後

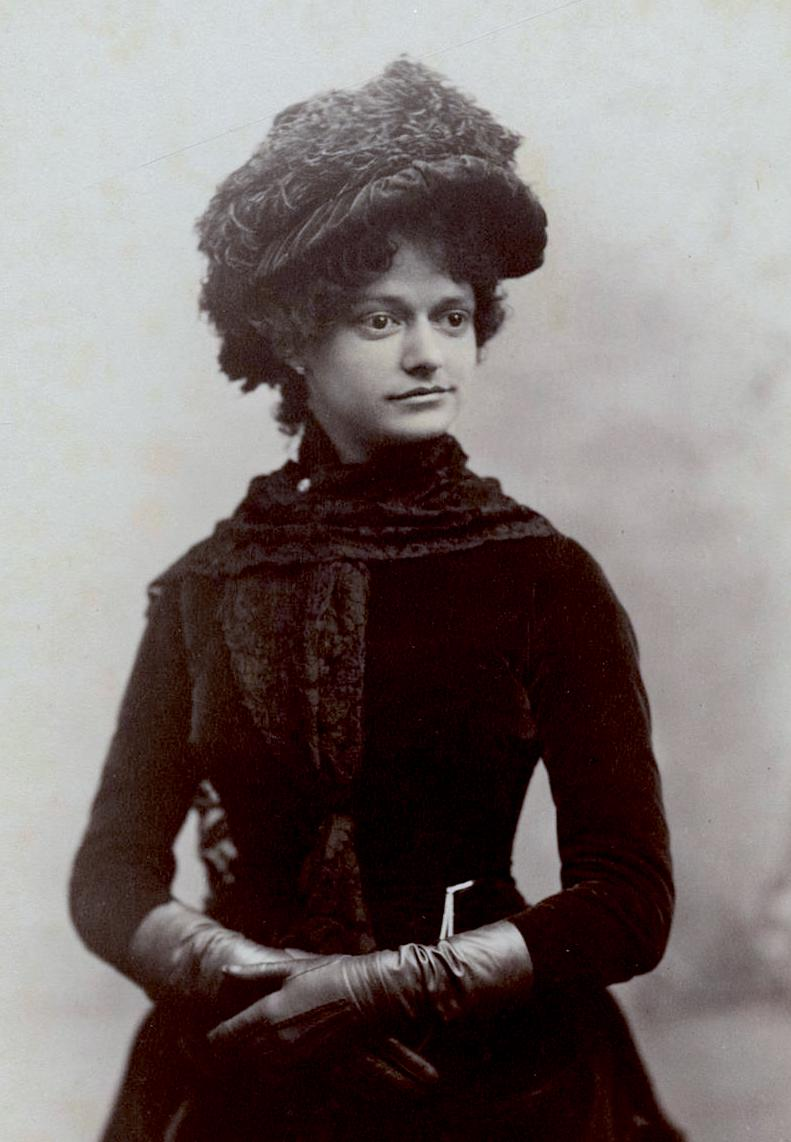
メイベル・ルーミス・トッド

ディキンソンは詩の原稿を、メイドのマギー・メイハーから借りたトランクに納めていた。死の直後に、メイハーがそのトランクからディキンソンの箪笥と木箱に原稿を移し、その後にラヴィニアが原稿を発見した。800以上の詩が記された手とじの小冊子40冊と、それ以外の詩が300篇余りあり、作品の元になるような書きつけもあった。当時亡くなった人の私物や手紙は焼却するのが一般的であり、ディキンソンが受け取った手紙の多くが破棄されたが、妹のラヴィニアは詩を燃やすことはせず、スーザンに出版の相談をした。スーザンは生前に多くの詩を受け取り、それについての意見も交わしていたため、適任と思われたが、独特のスタイルで書かれた大量の手稿を整理しまとめる作業は遅々として進まず、ラヴィニアは業を煮やして、兄の不倫相手で著作家のトッドと、ヒギンソンに相談した。ラヴィニアはスーザンに渡していた原稿の一部を取り返し、トッドにディキンソンの原稿全体の半分ほどを渡した。ディキンソンの詩の編集は多くの時間がかかるもので、自分の文筆活動に意欲のあったトッドにとって必ずしもチャンスとは言えない、一筋縄ではいかない仕事であったが、社会活動への高い志を持ちながらも不倫に苦しむ彼女は、その難解な詩の書き起こし作業の中で、ディキンソンに共感できるものを感じていった。
トッドは1800篇近い手稿原稿を解読して清書し、出版のための多大な作業をこなし、3冊の詩選集が出版された。トッドが編集の主導権を握り、ヒギンソンの意向は十分に取り入れられず、後付けの承認を与えるだけの名目的役割に留まった。トッドはディキンソンの詩を世に出したという点で大きな功績があり、トッド母子を研究したジュリー・ドブロウは、「メイベルの奮闘がなければ、エミリーの詩が世に出ることはなく、消えてしまっていただろう。」と評価している。ただし、40冊の小冊子を解体する等、残した問題も大きかった。彼女は詩の随所に手を入れ、スーザンへの献辞を消すなど原稿を改変し、自分たちの不倫関係やディキンソンのセクシュアルな一面が垣間見える詩を徹底的に無視した。

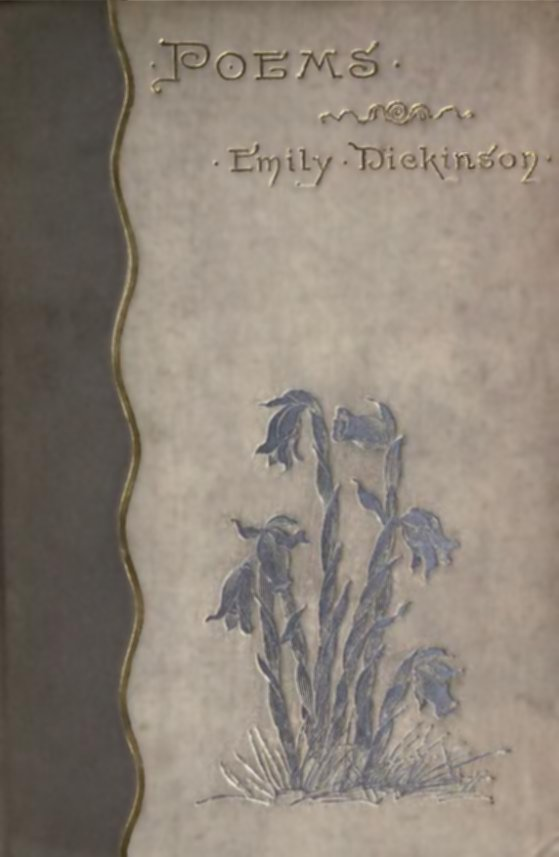
詩集『Poems』表紙（1890年）。インディアンパイプ（ギンリョウソウ）は、ディキンソンの「大好きな命の花」であった。トッドが1882年にディキンソンのために描いた絵から採録されたもので、ディキンソンはトッドに感謝していた。

トッドとヒギンソンは、原稿の句読法と大文字の使用法を19世紀後半の正書法にあわせるため、詩に大幅な編集を加え、時にはディキンソンの間違い（と彼らが考えたもの）を減らすために、言葉の置き換えを行うこともあった。また、3冊とも「人生」「愛」「自然」「時と永遠」のテーマに詩が分類されていた。
1890年11月に、115編を掲載した最初の詩集『Poems』が出版され、批評的にも経済的にも成功し、2年間で11刷を重ねた。「Poems: Second Series」（第2集）が1891年に続けて出版され、1893年には5刷に達し、第3集は1896年に出版された。1892年にある批評家は、「世界は、作品だけでなく、手紙も含めて、彼女が書いたものすべてが出版されるまで満足することはないだろう」と書いている。
1890年、詩集『Poems』がボストンで発行され、大変な人気となり、1892年の終わりまでに11刷に達したほどであった。『Poems: Second Series』（第2集）は1891年に発行され、1893年には5刷に達し、第3集は1896年に発行された。死後の一連の出版によって、ディキンソンの詩は衆目を集めることになり、すぐに読者を得た。ヒギンソンのサポートとハーパーズ・マガジンの編集者ウィリアム・ディーン・ハウエルズの好意的な紹介もあり、詩は1890年に初めて出版されて以降、様々な評価を受けた。ヒギンソンは、出版されたディキンソンの作品の本への序文で、詩の特質は「並外れた把握力と洞察力」であるが、生前に出版経験がなかったことで、「適切なコントロールと矯正がなされていない」と述べている。大胆な韻律を伝統的な韻律に修正され、比喩にも手を入れられた詩集は詩壇に受け入れられ、「英語で書かれた最高の女性詩人」として人気を博して普及し、翻訳もこの修正版の詩集に基づいて行われた。
1894年に2冊の書簡集が出版されたが、それはトッドによって編集と選り分けがなされており、中には日付が改変されたものもあった。

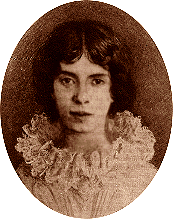
1893年頃までに写真を見たいという世間の声が高まったが、家族が唯一残された銀板写真を嫌ったため、きつい感じが和らぐよう髪型を修正し、ひだ衿を追加した加工写真を作った。

トッドは、自らの不倫関係を隠すため、また販売戦略として、ディキンソンを意図的に神話化した。大西直樹によると、極度の人見知りで、隠遁者、孤独で清純、白い服をまとった性的な側面のない神秘的な「ニューイングランドの尼僧」、孤立して創作を続け、誰も理解できず知ることのできない「秘された悲しみ」を抱く女性詩人というイメージが広まり、半世紀以上にわたって固定化し、詩の読解の前提となっていた。
ラヴィニアはディキンソンの書籍の売り上げを独占しようとし、ラヴィニアとトッドの関係は悪化した。出版社からトッドに対する対価は小さく、ディキンソンの詩の出版と好評に喜んだオースティンは、トッドの貢献に報いようと、妹のラヴィニアの承諾を得ないまま、彼女に相続すると言っていた土地の一部をトッドに譲るという遺言を残した。彼が1895年に死去し、この遺言が明らかになると、ラヴィニアはスーザンら遺族一家の圧力を受けてトッドを訴え、スキャンダラスな事件として新聞の見出しをにぎわし、アマーストの町はどちらを支持するかで二分された。オースティンとトッドの不倫関係が（公然の秘密ではあったが）裁判で表沙汰になり、1898年に結審し、ラヴィニアが勝訴した。
この訴訟は、ディキンソンの原稿の編集や所有権、彼女の親しい人間関係についての伝記における表現にも、長い間悪影響を与えた。ラヴィニアとトッドは、ディキンソンの詩の所有権を巡っても対立し、詩の出版は滞った。トッドはラヴィニアとの裁判に敗訴して以降、書き写していたディキンソンの詩や書簡類、自分とオースティンに関わる資料を全てをしまい込み、トッドによる詩集と書簡集の出版は途中で終わった。トッドとスーザンは互いに自分の評判を高めるためにディキンソンを利用し、それぞれの視点からディキンソンの物語を紡いだが、それぞれの言い分には嘘や言い逃れがあった。また、ディキンソン夫妻は、トッドの編集をディキンソン作品の歴史から消し去ろうと尽力した。トッドの娘のミリセント・トッド・ビンガムは、ハーヴァード大学でアメリカ女性初の理学の博士号を取得し、ピューリタンの伝統的価値観を受け継ぐ古風な女性で、奔放な母に抵抗を感じていたが、母の強い願いで、地理学者の道を諦め、全く畑違いのディキンソン関連資料の整理と出版という仕事を葛藤しながらも引き継ぐことになり、様々な圧力や訴訟に直面しながら、ディキンソンに関連する書籍の出版に尽力することとなった。
ディキンソン像に隠された事実があることを最初に察したのはミリセントだった。彼女は母の不倫に思い至ることはなかったようだが、何かあると勘付いていた。著作の中で、母からスーザンに触れないのはオースティンの希望であり、ディキンソンに家族の諍いは不適切なので言いつけを守るように言われていたが、守ってディキンソン研究を進めることはできなかったと述べている。
ラヴィニアはトッドとの裁判が終わってすぐ死去し、オースティンの娘マーサ・ディキンソン・ビアンキが詩の所有権を相続し、彼女もまたディキンソン家が所有する関連資料の出版に努め、トッド母子が所有する資料は不正に入手したものだとして著作権を主張、出版を差し止めようとした。『The Single Hound』（一匹の猟犬）が1914年に、伝記の『The Life and Letters of Emily Dickinson』（エミリー・ディキンソンの生涯と手紙）と『The Complete Poems of Emily Dickinson』（エミリー・ディキンソン全詩集。アルフレッド・リート・ハンプソンとの共著）が1924年に、『Further Poems of Emily Dickinson』（エミリー・ディキンソン詩補遺）が1929年に出版された。ビアンキの『The Complete Poems of Emily Dickinson』は、トッドが初期に出版し版権の期限が切れた詩を集めてまとめ、既存の4冊の詩集に未発表の5編の詩を加え、597編の詩を収録した。「人生」「愛」「自然」「時間と永遠」のカテゴリーに分けて整理した本書は、ビアンキにとって「最終的完全版」といえるもので、1冊にまとめられた詩の版権をすべて獲得し、その編集過程で、トッドの仕事に関する言及をすべて消去した。オースティンの不倫に始まる確執は次世代に引き継がれ、互いにマイナスイメージを与えるようなことを書き合った。ビアンキの詩集と伝記は1920年代にディキンソンの「発見」を促し、ディキンソンの詩をアメリカ文学の「正典」の一つにしたが、彼女の編集にも問題があり、句読法と大文字の使用法が修正されていた。こうして詩の原典に基づく正当な評価はさらに遅れることになった。
ビアンキの死後、彼女の秘書のアルフレッド・リート・ハンプソンが法定相続人としてディキンソン関連資料を継承したが、彼は生活に困りビアンキの遠縁で弁護士のギルバート・モンタギューに売却、彼がハーヴァード大学に寄贈した。寄贈の際に著作権に条件が付けられたため、ハーヴァード大学はミリセントのエミリー関連出版物を含むすべての資料の著作権を主張して出版の差し止めを求めた。一方ミリセントは、「エミリーのものは、彼女が生まれて、生きて、そして亡くなったアマーストにあるべきだ」という強い信念から、トッドから受け継いだディキンソン関連資料、トッド関連資料、トッドか環境活動家として購入したアマースト郊外の土地など全てを無償で1956年にアマースト大学に寄贈した。ハーヴァード大学とアマースト大学の間で著作権争いが起こり、ミリセントの出版は数年遅れることとなった。
ハーヴァード大学に雇用された研究者のトーマス・ジョンソンが、ハーヴァード大学に寄贈された原稿を丹念に研究し、また当時ハーヴァード大学と争っていたミリセントがディキンソンの研究の進展のためにと手持ちの資料の閲覧を許したことで、推定創作年順に全作品が並べられた完全に近い形のコレクションが1955年に出版され、彼女の詩の全貌が知られるようになった（コレクション出版の際に、ジョンソンはミリセントに何も言及していない）。スーザン側の原稿はハーヴァード大学に、トッド側の原稿はアマースト大学に、現在も別々に保管されている。
ジョンソン版出版時はまだディキンソンの神話化されたイメージは健在だったが、研究が促進され、1974年にイエール大学のリチャード・シューアルが『エミリー・ディキンソンの生涯』を出版して人物の実像を示した。1984年には、在野の研究者ポリー・ロングスワースがイエール大学所蔵の書簡資料をまとめて『オースティンとメイベル － アマーストの情事及びオースティン・ディキンソンとメイベル・ルーミス・トッドとの恋文』を出版し、ここから、トッドによる神話化と、編集に隠れた意図があったことが知られるようになった。

## 人物像
ディキンソンは他者との濃厚接触を避けて、自分の内に深く沈潜しすることで、その表現を研ぎ澄ませた。初期の伝記では、素朴で純真な引きこもり詩人と描写されており、ヒギンソンが「半ば頭のおかしい女性詩人」と公表して以来、大衆文化では、白いドレスしか身につけない、奇妙な広場恐怖症の詩人、病的な人物という肖像が盛んに描かれており、パン焼きと詩の才能のある少し頭のおかしいオールドミスという19世紀末のディキンソン像は、いまだに影響がある。自然に心を奪われ、父親に支配された、失恋した詩人という型にはめられて描かれることもあった。
伝記作家のリンドール・ゴードンは、カミール・パーリアの影響を受け、2010年の伝記で、独立心が強く、やや信仰心が薄い、冷酷な人物で、T・S・エリオットのように複雑な思考を持つ詩人として描いている。2017年の研究誌 「Legacy」 の書評エッセーでは、さまざまなディキンスン像が存在し、見るものによって姿を変えるし、「長い間、どのディキンスンを抱きたいか、私たちには多くの選択肢があった――処女のディキンスン、急進的なディキンスン、レズビアンのディキンスン、殉教者のディキンスン、忠節なディキンスン、等々。」と語っている。

### 愛情関係・セクシュアリティ
'Twas my one Glory —

Let it be

Remembered

I was owned of Thee —

それはわたしのただひとつのよろこび

ずっと

おぼえていたいの

わたしはあなたのものであったと
ディキンソンの恋愛事情については、伝記作家や批評家が様々に候補を挙げており、学者が取り上げた候補だけで10人以上いる。ディキンソンの恋についてあれこれ言われてきたが、誰か許されない相手に恋い焦がれていたらしいという点が共通しており、「愛」のカテゴリーを設けた初期の詩集の編集がこうした憶測を促進した。読者は抒情詩からディキンソンのロマンチックな物語を引き出してきたが、伝記はそれを立証しておらず、彼女の抒情詩は告白の詩ではなく、誰か「想像上の人」の声を使う彼女の傾向の表れであるという指摘もある。
マスターレター（Master letters）と呼ばれる「マスター（先生）」宛の3通の手紙の未完の下書きが残されており、批評家たちは、この「緊迫した、報われない、性愛を伴った関係を思わせる手紙」の宛先を特定することに特に興味を集中してきた。この手紙に住所は書かれておらず、投函されずに残されていた。1858年から1861年に書かれたと考えられている。
多くの伝記作家は、ディキンソンが父親の友人で新聞発行人のサミュエル・ボウルズやチャールズ・ウォズワース牧師（Charles Wadsworth）、オーティス・ロード判事（Otis Lord）に対して恋愛感情を抱いていたと書いている。ウォズワース牧師との別離をきっかけに書かれたと言われる詩からは、妻子ある牧師への恋と失恋を読み取ることができる。唯一確かな証拠が残っているのが晩年の恋で、相手は18歳年上のロードである。手紙の中でディキンソンは、セイレムに住んでいた彼を、「私の麗しいセイレム」と呼んでいる。ビンガムは母のトッドから、スーザンからディキンソンが家で男性と抱き合っているのを見たと聞いており、大西直樹は、この男性はロードだと述べている。二人は結婚するつもりだったと考えられている。ディキンソンは甥のネッドに、ロードは教会員なのかと聞かれ、「いいえ、あの人はそんなうわべだけのことは一切なさらない人です。」と答えたというエピソードがあり、彼に深い人間的な共感を見出していたと思われる。ヒギンソンによると、妹のラヴィニアは、ディキンソンが死去した際に、亡き「オーティス判事に」渡せるようにと、ヘリオトロープの花を2輪、棺に捧げている。ロードがマスターレターの宛先で、目の治療のためにボストンにいた1864年、1865年に、ロードが人知れずディキンソンに会いに来ていたと論じる研究者もいる。
文学者のハロルド・ブルームは、「私は、リチャード・シューアルが彼の伝記で言ったこと、ミス・ディキンソンは3人の男性と重要なロマンスがあったということを、事実だと考えている」と述べており、ディキンソンは非常に知的な詩人であり、「エミリーは生涯、率直な手紙を書いたことはなかったと思う。彼女の手紙は散文詩であり、注意深く演出され、設計されたものだ」と、彼女の手紙をストレートに受け取ることはできないと注意を促している。

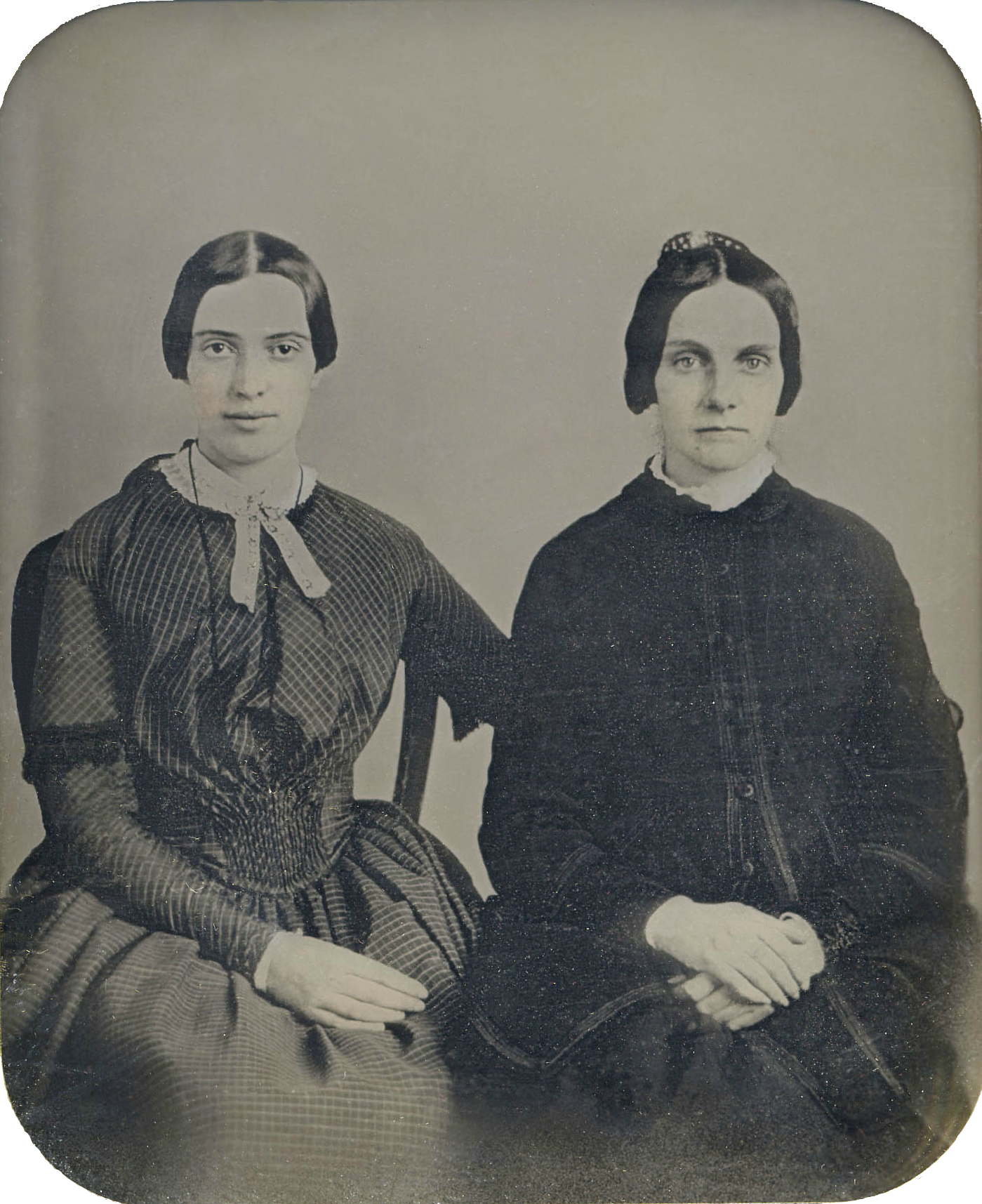
2012年に発見された人物写真。1859年頃のエミリー・ディキンソン（左）と友人ケイト・スコット・ターナーであると考えられているが、確定していない。ターナーは、ディキンソン同性愛者説を唱える研究者が、その恋の主な相手として特筆した人物。

一部の学者はスーザンに捧げられた数多くの手紙や詩が同性愛のロマンスを示していると説き、それが彼女の詩にどう影響したかを推測している。ジョン・コーディ、リリアン・ファダーマン、ヴィヴィアン・R・ポラック、ポーラ・ベネット、ジュディス・ファー、エレンルイス・ハート、マーサ・ネル・スミスなどの評論家は、ディキンソンの人生において中心となっていた性愛的な関係はスーザンとのものだったと主張した。ディキンソンの人生において、スーザンが最も中心的な存在であったという主張は、スーザンの娘マーサ・ディキンソン・ビアンキの主張を受け継ぐものと言える。最近では多くの伝記作家や編集者が、詩に現れている同性愛を認めており、『Rowing in Eden: Rereading Emily Dickinson』（1992年）を書いた研究者マーサ・ネル・スミスは、マスターレターは女性に宛てて書かれたものかもしれないとまで主張している。しかし、『エミリ・ディキンスン事典』を編集したJ・D・エバウェインは、当時「レズビアン」は性的アイデンティティとして一般的な概念ではなく、ディキンソンが自分をレズビアンと自認していた可能性は低く、当時女性同士の熱烈な友情は広く見られ、社会に受けいられていたため、ディキンソンは自身の女性への熱情的な愛情を、「ロマンチックな友情」という文脈で見ていた可能性が高いと指摘している。
スーザンは1853年にディキンソンの兄ウィリアム・オースティン・ディキンソンと婚約し、3年後に結婚し、義理の姉となっている。スーザンの結婚生活は、幸せなものではなかった。ディキンソンは自身の多くの詩の批評をスーザンに依頼しているほか、彼女への情熱を綴る手紙が多く残っている。ディキンソンとスーザンは手書きのレシピノートを交換し、短い手紙を送り合い、ディキンソンはそれに詩を添えていた。スーザンはディキンソンの詩のよき理解者であり、詩の良しあしを相談し、忌憚なく意見を聞ける相手であった。大西直樹は、二人の関係には波があったとしており、スーザンが結婚して夫とすぐに不仲になり、長男が生まれる頃には、二人の関係は白々しいものとなっており、晩年に関係を修復したという。マーサ・ネル・スミスは、ディキンソンと義姉のスーザンは同じ敷地内に住んでおり、同居に近く、献身的でレズビアン的な深い愛情関係にあったことを示す資料が多く残されていると、二人の特別な関係を強く推定している。ただし、肉体関係があったか否かは、興味の範囲外として推理していない。

## 詩

### 特徴
Tell all the Truth but tell it slant —

Success in Circuit lies

Too bright for our infirm Delight

The Truth's superb surprise

As Lightning to the Children eased

With explanation kind

The Truth must dazzle gradually

Or every man be blind —

真実をそっくり語りなさい、しかし斜めに語りなさい―

成功はまわり道にあります

わたしたちのひ弱な喜びには明るすぎます

真実のもつ至高の驚きは

丁寧に説明すると

子供たちも稲光りが怖くなくなるように

真実はゆっくりと輝くのがよいのです

さもないと誰もかも目がつぶれてしまいます―
ディキンソンの死後、遺族は、詩を収めた40冊の手製の小冊子、いわゆる「ファッシクル」を発見した。ディキンソンは、筆記用の紙を5、6枚折って綴じ、詩の最終版と思われるものを書き写し、これらの冊子を作った。その詩もディキンソンにとって製作途中であったかもしれず、何年も前に書いた詩も、しばしば書き直していた。残された詩は、ノートではなく雑多な紙に無造作に書かれ、作品がいくつあるのかもわからなかった。2024年時点で、1800篇あまりが確認されている。完成していない断片的なものもある。ヴァリアント（異同のある別バージョン）のある詩は、どれが最初か改訂したものかの判別が難しい。少数の詩は、手紙に添えて文通相手に贈ったものであるが、大部分は「ファッシクル」の形式で発見された。
彼女の詩の特徴として、ほとんどのものにタイトルがないこと、詩の中のいくつかの言葉には選択肢が与えられていることが挙げられる。一見して見分けがつくほど他の詩人の作品とは異なっており、アメリカ文学者の堀内正規は、ディキンソンの詩を読むことは「何を措いてもその英語の〈ことば〉の形、匠と呼ぶにはあまりに破格な、瞬時も止まらず激しく蠕動する、あの怪物的な言語表現の〈うた〉に同調することだ。」と評している。難解で、謎めきながらも独特の魅力を持っているが、それは彼女の風変わりな英語に由来する。ディキンソンは定石通りであることに興味がなく、ありきたりであることを子供の頃からひどく嫌っていた。従来の詩の韻律を守っておらず、古い語彙を用いたり、文法を無視していることもある。彼女の英語の癖は一般的な英語からは逸脱しており、それを当時の一般的な基準に合わせて直すことを許さなかった。自分のやり方は標準的なものではなく、他にあるという強い自覚を持っていた。文法的にみて破格と思われる表現が珍しくなく、文体上の意図をもって、文を閉じるのにピリオドではなくダッシュを多用しており、中には垂直のものもある。詩のリズムを制御するために、文を閉じる時だけでなく、行内にもダッシュを用いた。ダッシュを多用した最初の有名な詩人と広く言われており、賛美歌の句読点や韻律法の影響が指摘されている。ダッシュの形や傾きには時に意味があると考えられる。関根全宏は、ディキンソンの詩において、音声化されることのないダッシュは「可視的な表象を与えられることで、文学テキストにも（神聖な）息遣いや呼吸の価値が内在することを可能にしているのではないか。」と述べている。
また、ドイツ語のように名詞を大文字で始めるという特徴があり、楚輪松人は独特の大文字の使用について、彼女の関心が「詩は聞かれるもの」という考えから次第に、「詩の視覚的属性」、「詩は見られるもの」だという考え方に変化していった可能性を指摘している。韻律を踏襲しながらもわざと崩したり、名詞を副詞として使ったり、自己流の副詞を作ることもあった。通常の域を超えた倒置や意味の充満した省略も特徴的である。
大西直樹は、こうした独特の英語は、単なる語法の癖や訓練不足から来る欠陥ではなく、詩作上の詩的効果を持たせるために意図的に用いられたもので、特別の効果を狙った戦略が背後にあると考えられると述べている。「たとえば、名詞が動詞のはたらきをしたり、形容詞がくるべきところに名詞がつかわれたりする。そのことで、文法上規則正しい用法によってはなしえない独特の効果が計算されている。さらに、韻律が無視されることはむしろ当たり前であるが、一般的な韻律のもつ固定的なわざとらしさとは違った、さらに効果的な精緻な効果が組み込まれている。」
難しい語彙が多用されているわけではなく、多くの単語が日常的に使われているもので、詩や手紙で使われる言葉遣い等の大部分はキリスト教用語が占めている。また、連想の範囲が広い独特の視野を持っており、世界地理や天文学、西洋史などの用語が頻繁に取り入れられ、効果を発揮している。大西直樹は、これはリベラルアーツ的教育を行っていたアマースト大学と交流のあった、アマースト・アカデミーの教育環境の影響であろうと述べており、萱嶋八郎は、ディキンソンは科学用語を、学校よりエマーソンの著作から学んだと考えている。
ディキンソンは、同時代の代表的な詩人ヘンリー・ワズワース・ロングフェローについて、「平凡なことを平凡に述べるひとです」と批評しており、詩人とは現実を模写する者ではなく、「ごくふつうの意味から驚くべき感情を蒸留し」「平凡な種類のバラから無限の香油をひきだせる」、鋭い比喩によって隠された本質をひきだす者であると考えていた。「私が死のためにとまることができないので／死が親切にも止まってくれた」という鋭い逆説法や、「私の仕事は／小さな手をいっぱいに広げて／天国をつかむこと」といったミクロコスモスとマクロコスモスの大胆な連結といった詩法で、高度に蒸留された、結晶度の高い詩を書いたが、新倉俊一は、「このような奇抜な連結法は同時代の詩にはあまりみられない」と述べている。ディキンソンは全盛期には非常に多作であったため、このような詩だけでなく、素朴な即興詩も少なくない。
直截的な表現を避けた婉曲な表現と、瞬間的な出来事をゆっくりとしたスローモーションで描くという特徴があり、「Tell all the Truth but tell it slant」（J1129、F1263）にその秘訣が込められている。彼女の詩は、告白詩のように単純に現実を反映したものではなく、しばしば物語的な舞台が設定され、登場人物による一人称が使われている。
詩のテーマは多岐に渡り、日常の小さな出来事や、社会の大きな事件が反映されたものであったりする。日常のありふれたものの中に深い意味を発見し、表現する手法を身につけ、直接的な生の言葉で激しい感情を表すのではなく、神と己の内部を探求する詩人として、内包するものに潜んだ豊かな言葉を見出して用い、彼女独自の詩的文法による技法で、詩を書き続けた。周囲の世界が自己に対して一種の攻撃性を持って迫っている有様が、物語詩で、または感覚として描かれた。
研究者の吉田要は、ディキンソンの詩には「人の生死や存在に対する透徹したまなざしがあるいっぽう、遊び心にあふれ、機知に富む詩も数多い。」と評している。詩を彩るコミカルな要素を肯定的にとらえるか、否定的に捉えるかによっても、詩の評価は異なってくる。
彼女の詩には、最初は何を語っているのかわからず、ある時点で it が何であるかわかるようになっている「なぞ詩」がある。英文学者の西原克政は、明らかになぞ詩であると特定できるものもあるが、極言すれば、ディキンソンの詩は全てその要素を持っており、読み解くべき謎が興味をかき立て、魅力になっていると述べている。
ディキンソンは熟練した料理人で、贈り物としてお菓子を作ることに大きな誇りを持っており、残された手紙等からキッチンがくつろげる場所だったことがうかがわれる。彼女にとってキッチンは、創造性を育み、インスピレーションが湧いてくる場所で、包み紙や他のキッチンで使う紙類に詩の下書きをすることが多かった。例えば「The Things that never can come back, are several」（J1515、F1564）は、友人のココナッツケーキのレシピの裏に最初に書かれた。
大西直樹は、ディキンソンにはセンチメンタルなイメージが広く持たれていたが、彼女の詩は死別や別離、失恋を描いても、ほとんど全くセンチメンタルでも情緒的でもなく、自問自答、自己懐疑を繰り返して研ぎ澄まされた描写は、冷徹と言っていいほどに乾いており、時に暴力的な言葉を選ぶ激しさがあると評している。ディキンソンはヒギンソンに面会した際に、自分が意図している詩について、「もし本を読んで、身体全体が冷たくなって、どんな火でも温められないなら、それが詩だとわかる。もし、頭のてっぺんが吹き飛ぶような体感が感じられれば、それが詩だと思う。これしか判断できません。ほかの仕方ってあります？」と語っており、涙がにじむとか、心が温まると言った情緒的側面が判断基準にないことが分かる。大西直樹は、20世紀初頭の詩の運動イマジズムは、ディキンソンの詩の作法に近いと述べている。
リンドール・ゴードンは、ディキンソンの隠遁の原因としててんかんの可能性を上げており（19世紀にはてんかんは恥ずべき病気だと考えられていた）、もしそうであるなら、彼女の詩の先駆的な要素は、てんかんによる体験に基づく可能性もある。また、学者・評論家のクリフトン・スナイダーは、 ディキンソンの詩を検討すると、シャーマニックな精神状態と密接な関係にあることは明らかだろうと述べている。詩で表現された彼女の個人的な探求、神話は、集団的な神話の崩壊に直面し、意味への探求を通して現代の不安定さを補うものとみなし、「ネオ・シャーマン」と呼んだ。
彼女の謎めいた詩の理解には、19世紀中頃の宗教色の強い文化的背景や、彼女を取り巻く複雑な人間関係の情報が不可欠だと考えられている。従来の研究は、父エドワード、兄オースティン、ニュートン、ウォズワース、ヒギンソン、といった男性との関係が考察の軸とされ、ほとんどの研究書は、男性たちによって、男性たちとの関連でのみディキンソンの物語が語られ、スーザンをはじめとする女性達との関係は軽視されてきた。こうした傾向を疑問視する研究者もいる。

#### テーマ
内容は振れ幅が大きく、自然をテーマに、自然の美を讃え、自然との一体感に安らぐものもあれば、自然を超えたいと思い、徹底した自然からの疎外感を伝える詩もある。深い人間性の洞察や、神や永遠のテーマも（彼女が敬愛したエミリ・ブロンテ同様に）彼女にとって切実なテーマであり、ピューリタンの末裔として魂の不滅に最大の関心を持ち、死を恐れながら、永遠への思いを綴った。死を描いた詩では、この世とあの世の接点において、信仰と懐疑に揺れる心の動きをとらえた秀作が多い。詩に描かれる「苦しみ」はただの概念ではなく、その背後に、「誰にも言えず誰とも共有できない、言語にならない生きた暗闇」が蠢いており、そうした苦しみをリアルに感じる読者をひきつける。恋愛詩では、愛の成就を願いながら、愛の終わりの予感をうたい、自己放棄の快感と恍惚、苦悩と絶望感がせめぎ合う。性的な主題を匂わせる詩も残されており、楚輪松人は「He fumbles at your Soul」（F477/J315）について、「処女陵辱にも等しい男女の格闘を描いた、ワイルドかつエロス満載の詩」と評し、「ディキンスンの力強い筆にかかれば、暴力もセックスも、そして恋も、すべて〈生〉の証しとして描写される。」と述べている。
詩についての定義詩では、詩人の力は神に授けられたものだと厳かに認め、一方、確固とした自己信頼に基づいて詩人としての誇りを高らかに歌うこともある。讃美歌の韻律を用いているが、神（教会）の教えに疑問を呈す詩も書いている。これらが美しくも透き通るイメージで描かれた。様々なテーマに「永遠」と「時間」が交錯し、詩には相反する力が働き、緊張感が漂っている。
南北戦争中に多くの詩を作っており、彼女の詩は死をテーマにしたものが最も多い。
ディキンソン家は、1830年代に祖父が破産し、つましい生活を送り、父の成功で一家はアマースト有数の資産家になったが、その体験からか、ディキンソンの文章には、食べ物や飢えのイメージ、また時に、飽食のイメージが見られる。
新倉俊一は、「彼女が語る「自然」（nature）の中には、狭義の「自然」のほかに、「人間性」（human nature）と、さらに「神性（divine nature）」も含まれており、ただの「自然詩人」とは言えないと述べている。当時のアメリカの人間中心主義的な自然観は、ナショナリズムと結びつく形で視覚（見ること）の価値が賞賛されたが、ディキンソンは「Nature – the Gentlest Mother is（この上なく優しき母なる自然）」（FR741、J790）の中で、「〈声〉をもつ主体である〈人間〉」と「沈黙する〈自然〉」という当時の自然観の二項対立的な構図を反転させ、自然を〈声のある主体〉として描き、〈声〉を奪われた人間（旅人）を受動的に、周縁な存在として描いており、当時の自然観に対する詩人の彼女の批判的な眼差しを読み取ることができる。関根全宏は、彼女の自然詩に人類学の観点からアプローチし、デイヴィッド・エイブラムによるアニミズムの観点からから検討し、少なからずアニミズム的想像力を読み取ることができると評している。

#### 詩形
ディキンソンは、最も身近に親しんでいた欽定訳聖書の言葉や韻律、アイザック・ワッツの讃美歌や聖歌のリズムを使って短詩を書いた。バラッド律や普通律といった歌謡や賛美歌に用いられる韻律を基にし、捻りを加えている。四行を一スタンザとする四連、六連の作品が主であり、30行を超える詩は少ない。言葉は短く、エマーソンの警句的な表現を思わせる。結晶度の高い硬質な詩である。イギリス詩を愛読していたが、その方法を取り入れることはなかった。ソネットは詩作によく使われる方法で、当時の多くの女性詩人が書いたが、ディキンソンはソネットを書くことはなく、「弱強五歩格」という英詩には一般的な詩形も使わなかった。

#### ピューリタニズム・超絶主義との対峙
Had I not seen the Sun

I could have borne the shade

But Light a newer Wilderness

My Wilderness has made —

もしも太陽を見なかったなら

私は日陰に耐えられたでしょうに —

しかし光を見たばかりに

私の荒野は新たな荒野になりました
1840年から1850年の10年間に、マサチューセッツ西部を席巻した信仰復興運動・第二次大覚醒のただ中に、ディキンソンは詩人という天職を見出した。ディキンソンは、ピューリタニズムの伝統を受け継ぎながらも、マウント・ホリヨーク女子神学院での苦い経験以降、その伝統と距離を取り、エマーソンの超絶主義の影響のもとで詩作を始めた。トーマス・ジョンソンによれば、ディキンソンの引喩で一番多いのが聖書、2番目がシェイクスピア、3番目がエマーソンであり、聖書、シェイクスピアは当時の人間として自然であるが、3番目がエマーソンというのは、尋常でなく強い影響を示しており、萱嶋八郎は、エマーソンが心の拠り所、心の糧、精神的力の源泉としていたことは明らかであると述べている。ディキンソンのキリスト教理解、キリスト教批判は、エマーソンの思想を媒介にしており、彼女のキリスト教・聖書の理解は、エマーソンが解釈し、修正したものとなっている。萱嶋八郎は、エマーソンによる原罪観を取り除いたキリスト教解釈は、ディキンソンに決定的な方向性を与えていると指摘している。萱嶋八郎は、原罪観のない彼女の詩の世界は、自身の内面と周囲、家庭、アマーストの世界から、一足飛びに永遠の問題に結びついており、個人の内面の問題、個人対社会、個人と全体、個人の良心と社会の掟、善悪の葛藤のドラマが完全に欠落している、と評している。
ディキンソンは、自分の中のピューリタニズムの精神と闘いながら、常に「大いなる存在、自然、the Sun、God」を実現しようと努力し続けた。エマーソンから「自然は天国であり、自然は調和である」という教えを学び、1863年頃に書かれた詩には、彼の自然観の影響が強くみられる。「ディキンソンの最初の吟遊詩人としての世界は、エマーソンの世界である」と言われるが、彼女は社会の合理主義、科学思想も学んでおり、そのピューリタンとしての徹底した懐疑主義は、形而上学的な深い懐疑にまで広まり、作風が変化していったと思われる。J1233、F1249の詩は、自然の中に没入し、そこに火や神を見出すような初期の詩と異なり、光を見たばかりに、自分の中の暗黒、野性的なものに気がついてしまうという、懐疑する人間の目が見られる。
研究者の田中安行は、「ディキンソンは自分の中に深く根差したピューリタニズムを引きずりながら、伝統的な精神構造が現実の中では不安定であることを認識し、自分の世界を求め続けた。」と評している。彼女の詩は、エマーソンの影響によって超絶主義に傾いたが、それを超克し、自分の「core」、自分の表現を求め、詩人として前に進み続けた努力が読み取れる。
ディキンソンの詩は、正統的なピューリタンの教義に反する挑発的な言説に縁どられていると言える。ニュー・クリティシズムの批評家アレン・テイトは、「私が死のために止まれなかったので―（Because I could not stop for Death―）」（J712、F479）を「英詩における完璧な作品」と称賛し、一方アイヴァー・ウィンターズはこの評価を受けて、「永遠という死後の世界の体験に慣れ親しんでいるかのような、ふざけ半分の見せかけが鼻につく」と厳しい批判を行い、作品への不快感をあらわにした。英文学者の西原克政は、おそらくピューリタンの道徳観を持つウィンターズは、ディキンソンの奔放な想像力についていけず、神の視点に立って人間の死を観照する態度を不遜と感じて我慢がならなかったのだろうと推測している。

#### 社会への意識の欠如・南北戦争の影響
It feels a shame to be Alive —

When Men so brave — are dead —

One envies the Distinguished Dust —

Permitted — such a Head —

The Stone — that tells defending Whom

This Spartan put away

What little of Him we — possessed

In Pawn for Liberty —

The price is great — Sublimely paid —

Do we deserve — a Thing —

That lives — like Dollars — must be piled

Before we may obtain?

（後略）

生きていることが恥ずかしく思える―

とても勇敢な人々が―死んだ時―

そのような見出しが許された

気高い亡骸を人は羨む―

石碑は語る―この豪勇の人が誰を守り

私たちが所有していた彼のほんのささやかな存在を

自由の抵当として

放棄したことを―

その代価は大きく― 荘厳にも支払われた―

私たちは値するだろうか―

手に入れるため

ドル紙幣のごとく生命が積み上げられねばならぬものに―
彼女の詩の大半は、南北戦争中に作られた。ディキンソンはエマーソンの影響を受けつつも、彼ら超絶主義のグループが持っていた社会問題への意識が皆無に近いと言われ、産業革命の進行、南北戦争、西部開拓の進行、女性解放運動、奴隷解放運動、その他の社会運動といった、激動の時代のアメリカにおける問題意識がほとんど見られない。しかし、彼女の南北戦争に関する詩を見ても、同時代の社会から目を背けていたとも言い難い。
社会の情報に触れていなかったというわけではなく、政治家の父を持ち、数種類の新聞を購読していたディキンソン家は、社会状況を一般家庭より詳細に把握しており、またディキンソンは、編集者のサミュエル・ボウルズや、文学批評家・ユニテリアンの聖職者、奴隷解放運動、女性の権利運動の指導的な運動家で、南北戦争に参加し戦ったトーマス・ウェントワース・ヒギンソン等とも交流を持っており、南北戦争や社会の動きは身近なものであった。南北戦争では、アメリカ独立戦争の150倍以上の人が死亡しており、ディキンソンは同国人同士が憎み合い殺し合う内戦の苛烈な現実に衝撃を受け、詩的創作欲に刺激を受けた。エマーソンの影響で始まった自己探求の道であるが、多くの悲劇に触れることで、死や永遠といった問題をさらに深く考えることになったと思われ、初期より透徹した独自性が形作られていった。
関根全宏は、同時代の作家ハーマン・メルヴィルと同様に、ディキンソンも南北戦争に「『詩人としての成熟』の契機」があり、「南北戦争の時代がディキンスンを詩人に仕立てた」とさえ言うこともできるだろうと述べている。南北戦争が、詩に緊張感を与えていると考えている人も少なくない。ディキンソンは社会と心理的に距離を取っていたが、兄の親友の戦死の意味付けを扱ったJ444、F524の詩からは、決して無関心ではなく、むしろ社会の状況を注視していたとも思われる。この詩は「戦死というかたちで『放棄』された命の価値をドル紙幣に喩えるという、非常にグロテスクな表現が目を引く」が、当時アマーストの町は、ディキンソンの父が中心となって奨励金100ドルで兵士を集める一方、兄のオースティンは父が500ドル支払って兵役を免除させるといった状況があり、これを念頭に置いて読むと、生命とドル紙幣を並べてみせる詩のアイロニーと凄みが際立って感じられる。

#### 自己を通した人生
信仰告白、結婚、出版に対して「否」を通した生涯からは、弱々しい隠遁詩人というより、自分の独自の詩を信じた意志の強い詩人であったことがうかがえる。師匠とみなしたヒギンソンに対し、彼の援助を乞いながらも出版を曖昧に延期し続け、最終的に自分は出版しない詩人という「素足の身分」を持つことを宣言している。出版を拒んだ理由としてJ・D・エバウェインは、時間やプライバシー、作家の「無意識」の犠牲といった、有名な作家に求められることを避け、自分の詩を「生きて」いるままにするためであった、と述べている。
ディキンソンは、当時社会的に女性に期待された役割「敬虔な貴婦人、従順な妻、流行の女流詩人」を引き受けて「富、名声、安定」を手に入れることができただろうが、それを拒否し、自己を保って生きることを選んだ。自己が変容されることを恐れ、観衆の存在を消してでも、自己に自由に語らせることを良しとした。
堀内正規は、「自分の小ささ、狭さは、限界ではなく、満ち足りたものだ。そうみなすことはディキンスンにはどうあっても必要な、世界への構え方だった。」「生きるために詩を書くことがどうしても欠かせない。そこで言ってみれば居直るということが、苦しみを独自な歓びに転化させるディキンスンの、姿勢の取り方だったと思う。それは彼女の流儀だった。」と述べている。「私は誰でもない！あなたは？（I'm Nobody! Who are you?）」（J288、F260）では、「誰でもないこと」、誰にも顧みられないことが、負け惜しみではなく誇りに転化する様が描かれた。堀内正規は、ディキンソンは周囲・社会に対する無力や非力を、詩を書くことで絶えず押し返すことで、「Nobadyであることの歓びを生きていた」と表現している。
父権性社会の中に生きる女性として、権力・名声・経済力のない不可視の存在、「誰でもないこと」「名もなきもの」であることを選んだ、そうたらざるを得なかったが、作品には、そうであるが故の死にそうな恐怖も描かれている。「いつも一つだけ感謝していることがある。人はその人自身であって誰か他の人ではないということです」と語っており、果敢に自己探求を続けた。ヒギンソンとの面会の際に、次のように語っていたという。
どうして人々は、ものを考えないで生きていけるのでしょうか？そんな人が世の中にはたくさんいます（通りを歩いていると気付きますでしょう）。どうやって生きているのかしら？朝起きて着物を着る、その力をどうやって手に入れるのでしょうか？
強靭な自己を中心に据えて、世間から与えられた定義を検証し続け、作品の中で書き換え続けた。

#### 性差のダブルバインド、支配と服従
自らの内に、忠実な「父の娘」と、イブやサタンと同一視する「反逆児」を同居させており、このようなダブルバインド、性差の二重性は、多くの女性詩人にとって詩作を妨げるものであったが、ディキンソンは芸術へと昇華している。
ディキンソンの研究者たちは、支配と服従の関係に対する詩人の鋭い感性にしばしば注目した。ゲイリー・リー・ストーナムは、この詩人が「考えうる全ての二極的な事象を、支配の構造に似ているかで測る傾向がある」と評しており、小説家・詩人のロバート・マクルーア・スミスもこれに同意している。カミール・パーリアは、ディキンソンは「サドマゾヒスティックな想像主義者」であり、「女性のサド」でさえあったという挑発的なテーゼを提示し、「アマーストのサド侯爵夫人」と呼んだが、ほとんどの批評家は彼女のテーゼを支持していない。ロバート・マクルーア・スミスは、ディキンソンは詩の中で破壊的なマゾヒスティックの美学を展開し、支配と服従というテーマをテクストの中で演出することで、権力ヒエラルキーに対抗し、権力ヒエラルキーがどのようなものかを描き、性的アイデンティティと同様に、それがいかに脆く流動的なものであるかを示している、と述べている。

### 原稿の改変
ディキンソンの原稿は削られたり改変されたりしており、スーザンへの献辞も消されているが、研究者のマーサ・ネル・スミスは、ディキンソンの兄と不倫関係にあったトッドが犯人であり、気性の激しい彼女が、自分の愛人の妻に対するディキンソンの愛情の証拠を排除するためにやったことだと推測している。スミスは、11篇の詩の原稿の裏に、スーザンへの献辞が消された跡を確認している。
詩の原稿だけでなく、手紙も検閲され、文章を消すなど手が加えられており、トッドによると考えられている。
近年では、改変された原稿を科学的に分析し、元の内容を復元する試みが行われている。

### 日本語訳の難しさ
平易な単語で書かれた短い詩は、一見すると日本語への翻訳も難しくないように見えるが、平易な言葉による「ありきたり」でない詩を、全く異質の言語体系を持つ日本語に訳することは容易なことではない。堀内正規は、「強引なまでに独特な韻と、省略され倒置されて脱臼したみたいな語の配置と、声に出して読むときのメロディアスなひびき」は、翻訳するとすっかり消えてしまうと述べている。大西直樹は「日本語にならない語法にこそ彼女の詩の特徴や凄みがあり、それを翻訳には拾い上げることができないのだ。」と述べている。例えば、ある単語の音の効果が同時にある動作を見事に再現しているといった、計算された表現が見られるが、日本訳で再現することは難しい。

## 書簡
ディキンソンは友人や知人に多くの手紙を書いており、1860年代以降、手紙を用いて社会と交流した。90名以上の人に宛てた、1200通の手紙と断片が残されており、詩以外に残っている唯一のディキンソンの創作物である。主に伝記的資料として研究され、批評家たちは、文通相手との人間関係や、マスターレターの宛先といったことに注目してきた。
文通で知人や親族との絆を保ち、ホランド夫妻らと親密な友情を育み、スーザンや、ジェイン・ハンフリー、アバイア・ルート、ケイト・スコット・ターナーといったスーザンの級友と、彼女たちが結婚するまで、エロティックな意味合いを含んだ手紙を送り合った。書簡の文体には詩的な特質があり、散文と韻文が混淆した独特のものである。一般的に詩と散文は厳しく区別されるが、ディキンソンの手紙の文章は容易に分けることができない。手紙に漫画を描いたり、「o」を読み手を振り返る顔にするなどの遊び心もみられ、ドライフラワーや、新聞や書物、聖書の切り抜きが同封されることもあった。手紙は、ヒギンソンやヘレン・ハント・ジャクソンら著名な文学者、作家、編集者らに詩を送り、論じる機会でもあり、スーザンによる詩についての批評も残されている。
ラヴィニアがディキンソンの私的なテキストを破棄したため、ディキンソンへの手紙の返信はほぼ残っておらず、ノークロス姉妹宛ての手紙のように、受取人が公開を嫌い破棄したものもある。ベンジャミン・ニュートンやチャールズ・ウォズワースへの手紙があるはずだが、見つかっておらず、スーザンと交わした手紙は、1856年の結婚後の2年間が欠落している。情熱的な恋文の相手として唯一確認されているオーティス・ロードとは、膨大な手紙が交わされたと思われるが、わずか15通と、おそらく兄のオースティンが検閲したために断片になったものが幾通か残っている。

## 出版

### 受容
一般的にアメリカ現代詩は、おおざっぱに解釈して、『草の葉』のウォルト・ホイットマンに始まる長詩の系譜と、ディキンソンに始まる高度に圧縮された短詩の系譜があると考えられており、今日ではディキンソンはホイットマンと並び、アメリカ独自の詩の創始者とみなされている。短詩の系譜には、ロバート・ローウェルやシルヴィア・プラス等が連なる。ディキンソンの詩はあまりに時代に先駆けていたため、正当に評価されるまで時間がかかった。没後100年を記念した『ニュー・ヨーク・タイムズ』の書評欄の特集記事では、ディキンソンはアメリカ文学の象徴（アイコン）となっており、「アメリカのピューリタニズムの最後の華、最初のアメリカのモダニスト詩人、南北戦争の詩人、19世紀の女性詩人、ロマン派詩人、レズビアン詩人、象徴主義の詩人と見なされてきた」と述べ、逆説的に謎の人物として紹介している。現代では、特に鋭利な心理描写に多くの女性詩人が共感を示している。
「私は誰でもない！あなたは？（I'm Nobody! Who are you?）」（J288、F260）、「小鳥が小道に降りてきた―（A Bird came down the Walk―）」（J328、F359）、「私が死のために止まれなかったので―（Because I could not stop for Death―）」（J712、F479）等の詩がよく知られている。語り手が神の視点に立って自らの死を描くという異色の作品 J712、F479は、ディキンソンの詩の中でもっとも有名で、アメリカ詩の中でも最高傑作であると高く評価されている。
インディペンデント紙の文芸編集者を12年間務めたモーリス・トンプソンは1891年に、ディキンソンの詩は「稀有な個性と独創性の風変わりな混合物」であると述べた。一部の評論家は彼女の取り組みを賞賛したが、その非伝統的で珍しいスタイルは評価しなかった。イギリスの作家アンドリュー・ラングは、ディキンソンの作品を否定し、「もし全く詩であるというのなら、詩としての形式と文法が真に必要で、韻を踏むというなら韻を踏まなければならない」と述べている。詩人・小説家のトーマス・ベイリー・オルドリッチは、1892年1月の「アトランティック・マンスリー（Atlantic Monthly）」誌で、ディキンソンの詩的技法を同様に否定した。「ディキンソン嬢が極めて型破りでグロテスクな想像力を備えていたことは明白だ。彼女はブレイクの神秘主義に色濃く染まっており、エマーソンの手法に強く影響されていた…。しかし、彼女の詩の支離滅裂さと形式の欠如は致命的だ…ニューイングランドの辺鄙な村（あるいは他のどこか）にいた、一風変わった、夢見がちで、半端に教養のある隠遁者は、引力と文法の法則を無視しているが、それが免責されるわけではない」。
1897年から1920年代初頭まで、ディキンソンの詩に対する批評家の関心は薄かった。20世紀に入ると、彼女の詩に対する関心の範囲はより広がり、一部の批評家はディキンソンを本質的にモダニズム的なものとみなすようになった。エリザベス・シェプリー・サージェントは1915年のエッセイで、詩人のインスピレーションを「大胆」と表現し、彼女を「ニューイングランドの厳しい土地が産み出したものの中で、最も稀有な華の一つ」と呼んだ。1920年代に現代詩の人気が高まると、ディキンソンの詩が19世紀の詩形に合わせていないことは、新しい世代の読者にとってもはや驚くべきものではなく、不快なものでもなくなっていた。20世紀になるとイマジズムの詩人たちが、抽象的な言葉を身近な物事に結びつけた斬新な表現に注目した。ディキンソンは急に、さまざまな批評家から偉大な女性詩人として言及されるようになり、カルト的なファン層が形成されはじめた。
1930年代、R・P・ブラックマー、アレン・テイト、クリーンス・ブルックス、アイヴァー・ウィンターズをはじめとするニュー・クリティシズムの批評家たちが、ディキンソンの詩の意義を評価した。批評家ローランド・ハーゲンビュックルが指摘するように、彼らの「肯定的で禁止的な信条は、ディキンソン研究に特に関連していることが分かった」のである。ブラックマーは、この詩人に対する主要な賛否両論に焦点を当て、明確化する試みとして、1937年の画期的な批評エッセイの中で次のように書いている。「彼女は、ある女性が料理や編み物をするように、飽くことなく書き続けた私的な詩人であった。彼女の言葉の才能と、当時の文化的な苦しみが、レース編みではなく詩作へと駆り立てたのだ…。彼女はその洗練された風変わりなビジョンの詩に最適な時に来たのである。」
第二波フェミニズムは、女性詩人としての彼女に対する文化的な共感を生んだ。フェミニズムの観点からディキンソンを論じた最初の批評集では、彼女は英語圏で最も偉大な女性詩人として讃えられた。過去の伝記作家や理論家たちは、「女性であること」と「詩人であること」というディキンソンの2つの役割を分けて考える傾向があった。例えば、ジョージ・ウィッチャーは1952年に出版した『This Was a Poet: A Critical Biography of Emily Dickinson』で、「おそらく詩人として（ディキンソンは）、女性として得られなかった充足感を得ることができたのだろう」と書いている。一方、フェミニスト文芸批評は、ディキンソンが女性であることと詩人であることの間には、必要かつ強力な結びつきがあると断言している。アドリエンヌ・リッチは、『Vesuvius at Home: The Power of Emily Dickinson』（1976年）の中で、ディキンソンの女性詩人としてのアイデンティティが力をもたらしたと論じている。「彼女は、自分が普通とは違うことを知り、自分が何を必要としているかを理解し、ひきこもることを選んだ…。彼女は自分が生きる社会を注意深く選び、時間の使い方をコントロールした…風変わりでも古臭いわけでもなく、何とか生きていこうと決意し、自分の力を使い、必要なやりくりを行ったのだ。」
1970年代の脱構築批評、1980年代以降のアメリカ文学における正典見直し論争などの文学研究の激震があり、こうした動きの中で、アメリカ文学の作家に対する評価の移り変わりは目まぐるしく、一時的に注目を集めても忘れられることが少なくないが、ディキンソンへの注目は衰えることはなく、むしろ増し続けている。1986年には没後100年記念のシンポジウムや記念出版が行われ、原稿がインターネット上に公開され、早くから網羅的な資料集が出版され、詩作品の研究だけでなく、その背景となった宗教社会文化や彼女を取り巻く複雑な人間関係についてなど、様々な研究書が次々に出版されている。
死後に無名からアメリカ文化の象徴にまでなったことから、マスコミがアメリカン・ドリームの体現者として取り上げたり、「国際女性デー」にふさわしい人物として取り上げるなど、現代アメリカではメディアが取り上げるに恰好のセレブ、人気者となっている。

### コレクション
ディキンソンの死後、初期に刊行された詩集は、ディキンソンの原稿に基づいてはいたが、甚だしく編集が加えられたものだった。1955年にトーマス・ジョンソン（Thomas H. Johnson）によって、全3巻の詩の全集『The Poems of Emily Dickinson』が出版された。彼はディキンソンの特徴的な筆跡を頼りに、全作品の制作年代順を決定した。総作品数は1775篇となっており、ヴァリアント（異同のある別バージョン）のある詩はそれも収録されている。年代順に並べられた全作品に番号が振られた。この全集により、ディキンソンの詩に対する人々の関心が本格的に高まった。ジョンソン版が20世紀後半の底本であった。ジョンソン版では、ディキンソンの筆跡の変化に着目して、詩の書かれた年代を推定し並べている。
ジョンソン版は、原稿の詩になるべく近いものを提示しようとした画期的なものであり、比較的原詩からの変更は少なかった。しかし、綴りの間違いや省略符号は言及せず修正していた。原詩のダッシュの長さや角度の違い、ページ上のテキストの配置の違いは、時に意味あるものと考えられるため、後の学者には、ジョンソン版は原稿の詩のスタイルとレイアウトから逸脱していると批判する人もいた。
ジョンソン版の3年後に、ジョンソンとセオドラ・ウォードが共同で、全3巻のディキンソンの手紙全集を編集・出版しており、貴重な資料となっている。書簡にも日付順に番号が振られている。これら書簡に対する語彙目録も出版されている。
1981年に、R・W・フランクリンが、ジョンソン版に代わる研究上の基本文献になることを目指し、全3巻の『The Manuscript Books of Emily Dickinson』を出版した。フランクリンは手稿原稿をさらに精密に調査し、原稿の汚れや針の刺し跡などの物理的な証拠も手がかりに、解体された手綴じの小冊子を復元し、推定創作年などの正確性を高め、全ての試作品を製作順に並べ直して番号を振った。より編集を限定し、ジョンソン版とは異なる言い回しで提供されている。フランクリン版は新たに発見された作品などを追加し、1789編の詩を収録した。原稿のダッシュにより近くなるように、様々な長さのダッシュが使用されている。
フランクリン版以降、多くの批評家が、手綴じの小冊子は単なる年代順や便宜的な順序ではなく、テーマ的な統一性があると論じている。1981年に『The Manuscript Books of Emily Dickinson: A Facsimile Edition（エミリー・ディキンソンの原稿の本：ファクシミリ版）』（Belknap Press, 1981年）が出版されており、これは小冊子の順序通りの唯一の本である。
2016年にはクリスタン・ミラーが、しまわれていた原稿の順番と形を忠実に再現し、約1800篇の詩を収めた全詩集「Emily Dickinson’s Poems: As She Preserved Them（エミリ・ディキンスンの詩 ー 詩人が遺したかたちのままで）」を出版している。フランクリン版が現在の底本であり、フランクリン版とミラー版を底本とする意見もある。
また、エミリー・ディキンソン・ミュージアムやアマースト大学図書館のホームページ、アマーストのジョーンズ図書館などのいくつかの図書館は、ホームページで彼女の詩を公開しており、誰でも原稿を容易に見ることが可能である。

## 他ジャンルの芸術への影響
ディキンソンの詩は文学だけではなく、音楽や美術など幅広いジャンルの芸術家にインスピレーションを与え、大きな影響を与え続けている。

### 音楽
歌謡や韻律の要素と、詩が短いこともあり、歌との相性が良く、非常に多くの作曲家が曲をつけ、歌曲としている。アーロン・コープランド、サミュエル・バーバー、チェスター・ビスカルディ、エリオット・カーター、ジョン・クーリッジ・アダムズ、ジョン・クレメント・アダムス、リビー・ラーセン、ピーター・シーボーン、マイケル・ティルソン・トーマス、ジュディス・ウィアーなど数多くの作曲家によって曲が付けられている。 ディキンソンのいとこで作曲家のクラレンス・ディキンソンは、1898年に6つの詩に初めて曲をつけた。
日本では、オルタナティブロックバンドの54-71が、「doors」と「what color」という楽曲にディキンソンの詩を引用している。また作曲家の武満徹は、晩年の1991年からの5年間に、ディキンソンの詩をテーマに5曲作曲しているが、詩に曲をつけるのではなく、詩をインスピレーションとした作曲であり、世界的に見ても珍しい。

## 出版物

### 詩集
完全版
- Johnson, Thomas H. (編集) 1955年 The Complete Poems of Emily Dickinson. Boston: Little, Brown & Co.（ジョンソン版）
- Franklin, R. W. (編集) 1998年 The Poems of Emily Dickinson. Cambridge: The Belknap Press of Harvard University Press. ISBN 0-674-67624-6.（フランクリン版）
- Cristanne Miller (編集) 2016年 Emily Dickinson's Poems: As She Preserved Them. Cambridge: The Belknap Press of Harvard University Press. （ミラー版）

#### 日本語訳
完全版
- 『完訳 エミリ・ディキンスン詩集　フランクリン版』新倉俊一監訳、金星堂, 2019。東雄一郎・小泉由美子・江田孝臣・朝比奈緑 訳
  - 『完訳 エミリ・ディキンスン詩集　第2版 フランクリン版』新倉俊一監訳、金星堂, 2023。東雄一郎・小泉由美子・江田孝臣・朝比奈緑 訳

セレクション
- 『自然と愛と孤独と 詩集』中島完訳、国文社, 1964
- 『世に与えた彼女の手紙 エミリー・ディッキンソン』ポリー・ロングワース編、村岡花子訳、東京メディカル・センター出版部, 1968
- 『自然と愛と孤独と 詩集 続』中島完訳、国文社, 1973
- 『エミリィ・ディキンスン詩集』岡隆夫訳、桐原書店, 1978
- 『愛があるとしたら』岸田理生訳、サンリオ, 1978
- 『もし愛がすぐそこにあるのなら エミリ・ディキンスン詩集』中島完 訳・小林研三 絵、サンリオ, 1983
- 『自然と愛と孤独と 詩集 続々』中島完 訳、国文社, 1983
- 『エミリ・ディキンスン詩集』中林孝雄訳、松柏社, 1986
- 『愛と孤独と エミリ・ディキンソン詩集』全3巻、谷岡清男訳、ニューカレントインターナショナル, 1987-89
- 『エミリの窓から』武田雅子 編訳、蜂書房, 1988
- 『ディキンスン詩集』新倉俊一編訳、思潮社 海外詩文庫, 1993
- 『自然と愛と孤独と 詩集 第4集』中島完 訳、国文社, 1994
- 『色のない虹 対訳エミリー・ディキンスン詩集』野田壽編訳、ふみくら書房, 1996
- 『対訳ディキンソン詩集 アメリカ詩人選（3）』亀井俊介編、岩波文庫, 1998
- 『わたしは誰でもない エミリ・ディキンソン詩集』川名澄 編訳、風媒社, 2008
  - 『わたしは誰でもない エミリ・ディキンソン詩集』川名澄 編訳、風媒社、2021年。 新版
- 『エミリィ・ディキンスン詩集』櫻井よしこ、千葉剛 共編著、七月堂, 2011
- 『空よりも広く エミリー・ディキンスンの詩に癒やされた人々』シンディー・マッケンジー、バーバラ・ダナ編、大西直樹訳、彩流社, 2012
- 『まぶしい庭へ』ターシャ・テューダー絵, カレン・アッカーマン 編、ないとうりえこ 訳、メディアファクトリー, 2014
- 『私の好きなエミリ・ディキンスンの詩』新倉俊一 編、金星堂, 2016
- 『わたしは名前がない。あなたはだれ? エミリー・ディキンスン詩集』内藤里永子 編訳、KADOKAWA、2017年。
- 『エミリ・ディキンスンの詩』藤井繁 著、コプレス, 2018
- 『【ミラー版】エミリ・ディキンスン詩集: 芸術家を魅了した50篇 <対訳と解釈>』朝比奈緑・下村伸子 著・編集・翻訳、武田雅子 著・編集、小鳥遊書房、2017年。

論文
- 高久真一「エミリー・ディキンスン詩抄 (訳)」『北星学園女子短期大学紀要』第3巻、北星学園大学、1957年4月、31-51頁、CRID 1050845762397862528。
- 野田寿「エミリーディキンスン詩抄-1-」『九州産業大学商経論叢』第4巻、九州産業大学商学会、1964年5月、CRID 1520572359638008704。
- 野田寿「エミリー・ディキンスン詩抄 (その2) (付 訳詩ノート)」『九州工業大学研究報告. 人文・社会科学』第13巻、九州工業大学、1965年3月30日、37-50頁、CRID 1050564287400613248。
- 野田寿「エミリー・ディキンスン詩抄 (その3) (付 訳詩ノート)」『九州工業大学研究報告. 人文・社会科学』第18巻、九州工業大学、1970年3月30日、51-65頁、CRID 1050001337447198464。
- 野田寿「エミリー・ディキンスン詩抄 (その4)」『九州工業大学研究報告. 人文・社会科学』第19巻、九州工業大学、1971年3月30日、55-86頁、CRID 1050001337447199488。
- 原口遼「ディキンスン詩評釈 (1) : 自然、詩作、狂気、死についての詩篇より」『九大英文学』第32巻、九州大学大学院英語学・英文学研究会、1989年11月20日、147-176頁、CRID 1390296666510929280。
- 原口遼「エミリ・ディキンスン詩抄訳：1850-60年の詩より」『文學研究』第89巻、九州大学文学部、1992年3月25日、187-218頁、CRID 1390009224849885440。
- 原口遼「エミリ・ディキンスン詩抄訳(2)：1861年の詩より」『文學研究』第90巻、九州大学文学部、1993年3月25日、1-70頁、CRID 1390290699826620928。
- 原口遼「ディキンスン詩抄訳 : 200～280番の詩の全訳」『九大英文学』第36巻、九州大学大学院英語学・英文学研究会、1993年12月1日、33-56頁、CRID 1390859616464362752。
- 原口遼「ディキンスン詩抄訳：281～380番の詩」『文學研究』第91巻、九州大学文学部、1994年3月25日、23-50頁、CRID 1390009224849882624。
- 原口遼「異端と正統との反転図形：ディキンスンの超難解な263番の詩」『文學研究』第91巻、九州大学文学部、1994年3月25日、1-21頁、CRID 1390290699826593152。
- 原口遼「ディキンスン詩全訳の試み(400番台詩...Part I)」『九大英文学』第37巻、九州大学大学院英語学・英文学研究会、1994年12月19日、99-125頁、CRID 1390859215925198464。
- 原口遼「ディキンスン詩全訳の試み(400番台詩…PartⅡ)および評釈(438番の詩)」『文學研究』第92巻、九州大学文学部、1995年3月20日、53-88頁、CRID 1390009224850498688。
- 児玉実英「翻訳 エミリー・ディキンスンの詩・20篇」『Asphodel』第53巻、同志社女子大学英語英文学会、2018年、134-153頁、CRID 1520856351196526592。
- 重迫隆司「エミリー・ディキンスンと音・色： “A Route of Evanescence”(1489/J1463)精読」『福山大学人間文化学部紀要』第15巻、2015年3月1日、1-11頁、CRID 1050845762917463040。

### 書簡
- Johnson, Thomas H. 、Theodora Ward (編集) 1958年 The Letters of Emily Dickinson. Cambridge: The Belknap Press of Harvard University Press.

#### 日本語訳
- 『エミリ・ディキンスンの手紙』山川瑞明・武田雅子編訳、弓書房, 1984
- 原口遼「R. W. Franklin博士との面会の記 : 付録 翻訳 ディキンスンの “MasterLetters 1, 2 & 3 "」『九大英文学』第42巻、九州大学大学院英語学・英文学研究会、1999年12月1日、93-116頁、CRID 1390015023059227648。 （マスターレターの翻訳）
- 原口遼「評釈 ディキンスンの手紙(1) 批評家ヒギンスンへの手紙」『文學研究』第96巻、九州大学文学部、1999年3月30日、15-53頁、CRID 1390853649780621952。
- 原口遼「評釈 ディキンスンの手紙(2) 編集者ボウルズと判事ロードへの手紙」『文學研究』第97巻、九州大学文学部、2000年3月31日、1-40頁、CRID 1390853649780623104。
- 原口遼「評釈 ディキンスンの手紙(3) 身内と友人たちへの手紙」『文學研究』第99巻、九州大学大学院人文科学研究院、2002年3月30日、45-84頁、CRID 1390572174789056384。

### 日本語の研究・評伝
- 新倉俊一『エミリ・ディキンソン 研究と詩抄』篠崎書林, 1962
- アイリン・フィッシャー, オリーブ・レーブ 著『エミリー・ディッキンソンの生涯 :ディッキンソン家の人びと』江間章子, 江間美保子訳. 東京メディカル・センター出版部, 1969
- Paul Ferlazzo 『Emily Dickinson』1976
  - 原口遼「ポール・ファラッゾー『エミリ・ディキンスン』 : 翻訳と解題」『文學研究』第100巻、九州大学大学院人文科学研究院、2003年3月31日、1-37頁、CRID 1390290699812344320。
  - 原口遼「ファラッゾー著『エミリ・ディキンスン』 : 翻訳と解題(2)」『九大英文学』第46巻、九州大学大学院英語学・英文学研究会、2003年12月1日、159-176頁、CRID 1390015333244025088。
  - 原口遼「ポール・ファラッゾー『エミリ・ディキンスン』 : 翻訳と解題(3)」『文學研究』第101巻、九州大学大学院人文科学研究院、2004年3月31日、1-44頁、CRID 1390572174789041024。
- 古川隆夫『エミリィ・ディキンスンの技法』桐原書店, 1980
- 中内正夫『エミリ・ディキンスン 露の放蕩者』南雲堂, 1981
- 岩田典子『エミリ・ディキンスン 愛と詩の殉教者』創元社, 1982
- 河野皓『エミリィ・ディキンスンの世界 色彩のイメジアリィ』文化評論出版, 1982
- 河野皓『エミリィ・ディキンスン 花の詩学』文化評論出版, 1985
- 萱嶋八郎『エミリ・ディキンスンの世界』南雲堂, 1985
- 稲田勝彦『エミリ・ディキンスン天国獲得のストラテジー』金星堂, 1985
- トーマス・H.ジョンスン『エミリ・ディキンスン評伝』新倉俊一・鵜野ひろ子 訳. 国文社, 1985
- モーデカイ・マーカス『ディキンスン詩と評釈 解説・原詩と訳・評釈』広岡実 編訳. 大阪教育図書, 1985
- 新倉俊一『エミリー・ディキンスン 不在の肖像』大修館書店, 1989
- Nancy Harris Brose, Juliana McGovern Dupre, Wendy Tocher Kohler, Jean McClure Mudge『エミリ・ディキンスンのお料理手帖』武田雅子・鵜野ひろ子 共訳、松尾晋平 監修、山口書店, 1990
- 古川隆夫『ディキンスンの詩法の研究 重層構造を読む』研究社出版, 1992
- 酒本雅之『ことばと永遠 エミリー・ディキンソンの世界創造』研究社出版, 1992
- ロバート・L・レア『エミリ・ディキンスン詩入門』藤谷聖和・岡本雄二・藤本雅樹 編訳. 国文社, 1993
- ポリー・ロングスワース 編著『エミリィ・ディキンスン写真集』千葉剛 訳. こびあん書房, 1994
- 萩原万里子『エミリー・ディキンスンの詩の諸相』文化書房博文社, 1997
- 岩田典子『エミリ・ディキンスンを読む』思潮社, 1997
- 落合久江『思想と綴り字法 孤独なる革命 詳釈エミリ・ディキンスン』アテネ社, 2001
- 野田壽『ディキンスン断章』英宝社, 2003
- 岩田典子『エミリー・ディキンソン わたしは可能性に住んでいる』開文社出版, 2005
- 嶋田美惠子『エミリ・ディキンスンの詩 カルヴァン神学の受容と排除』ブイツーソリューション, 2007
- 新倉俊一 編『エミリ・ディキンスンの詩の世界』国文社, 2011
- 松本明美『白の修辞学(レトリック) :エミリィ・ディキンスンの詩学』関西学院大学出版会, 2014
- 大西直樹『エミリ・ディキンスン アメジストの記憶』フィギュール彩  彩流社　2017
- 江田孝臣『エミリ・ディキンスンを理詰めで読む :新たな詩人像をもとめて』春風社, 2018

## ディキンソンを扱った作品

### 映画
- 静かなる情熱 エミリ・ディキンスン（英語版） - 2016年のイギリスの伝記映画。監督はテレンス・デイヴィス（英語版）、ディキンソン役はシンシア・ニクソンとエマ・ベル（若年期）。英文学者の鵜野ひろ子は、「伝記的事実を無視するどころか、歪曲し、ただセンセーショナルな内容にすることで売り出そうとしたもののようで、詩人の価値を貶めたと言えるものである。」と厳しい評価を下している[130]。
- あらしの夜　エミリと共に（英語版） - 2018年のアメリカの映画。マデリン・オルネック（英語版）監督・脚本[246]。科学技術がディキンソンの生涯の謎を解明していくという体裁で描かれた[246]。マーサ・ネル・スミスの「ディキンソン同性愛者説」を紹介する『ニューヨーク・タイムズ』紙の記事にインスピレーションを受けて制作されており、スミスの説に準拠し、ディキンソンと、彼女のミューズとしてのスーザンの関係を描き、ディキンソンの生涯の有名なエピソードを丹念に追っている[246]。
- ディキンスン 〜若き女性詩人の憂鬱〜 - 2019年から配信されているアメリカ合衆国のコメディドラマシリーズ。企画・製作はアリーナ・スミス（英語版）、ディキンソン役はヘイリー・スタインフェルド。

### 絵本
- エミリ・ディキンスン家のネズミ - エリザベス・スパイアーズ（英語版）作の絵本。画はクレア・Ａ・ニヴォラ。原題"The mouse of Amherst." 日本語版は長田弘の訳でみすず書房から刊行されている。（初版：2007年9月21日。新装版：2017年7月27日）
- エミリー - マイケル・ビダード（英語版） 文 バーバラ・クーニー 絵の絵本。Doubleday Books for Young Readers、1992年。日本語訳は掛川恭子の訳でほるぷ出版から1993年に刊行されている。